# Inter de Milán
El Football Club Internazionale Milano 1908 S. P. A., comúnmente llamado Internazionale (pronunciado /ˌinternattsjoˈnaːle/) o Inter, y más conocido como Inter de Milán, es un club de fútbol de la ciudad de Milán, capital de la región de Lombardía, Italia. Fue fundado el 9 de marzo de 1908 bajo el nombre de Foot-Ball Club Internazionale.
Es uno de los clubes más laureados y con mayor renombre históricamente de Italia, Europa y del mundo. El Inter es el segundo equipo más exitoso del fútbol italiano, con 37 títulos a nivel nacional (20 Ligas, 9 Copas y 8 Supercopas), siendo solo superado por la Juventus. A nivel internacional se ha proclamado tres veces campeón de la Copa de Europa/Liga de Campeones de la UEFA en 1963-64, 1964-65 y 2009-10, además de cuatro subcampeonatos, y tres veces campeón de la Copa de la UEFA, tras lo cual obtuvo en dos ocasiones la Copa Intercontinental y en una la Copa Mundial de Clubes de la FIFA.
El club siempre ha jugado en la máxima categoría del campeonato nacional desde su primer partido oficial en 1909 y es el único equipo que ha participado en todas las ediciones de la Serie A, competición instaurada en 1929, circunstancia que compartió hasta 2006 con la Juventus, descendido administrativamente a la Serie B tras el escándalo del Calciopoli.
El Inter de Milán ejerce de local en el Estadio Giuseppe Meazza (también conocido por el nombre del barrio, San Siro) desde 1947, y lo comparte con el A. C. Milan. el estadio es el más grande del fútbol italiano con una capacidad de 75 923 espectadores. Los colores que identifican al equipo son el negro con el azul, y han sido utilizados en los colores de su uniforme desde 1908, salvo un breve interludio en 1928 cuando adoptó una camiseta blanca cruzada roja. Sus rivales tradicionales son el A. C. Milan, con el que disputa el derbi de Milán (conocido popularmente en Italia como el Derby della Madonnina) y la Juventus de Turín, con quien se enfrenta en el derbi de Italia (Derby d'Italia en italiano).
Un hecho a destacar es que el Inter es el primer y único equipo italiano que ha conseguido un triplete (tres títulos en una misma temporada), al proclamarse campeón de la Serie A, Copa Italia y Liga de Campeones de la UEFA en la temporada 2009-10, además de conseguir un quintuplete (ganando también la Supercopa de Italia y el Mundial de Clubes), logrando este hito en 2010.
Además de Juventus y Milan es miembro del selecto grupo de los únicos 31 equipos en el mundo que han ganado el máximo campeonato de clubes de fútbol a nivel mundial, entre más de 300 000 clubes reconocidos por FIFA. Por otra parte el conjunto nerazzurro fue el primer club italiano en conquistar tanto un campeonato como un bicampeonato mundial en los años 1964 y 1965, llegando a ser también el segundo club de Italia con mayor cantidad de títulos mundiales conseguidos al conquistar la Copa Mundial de Clubes de la FIFA 2010 celebrada en EUA.
De acuerdo con las estadísticas realizadas por Federación Internacional de Historia y Estadística de Fútbol (IFFHS), el Inter de Milán es el tercer mejor equipo italiano y sexto mejor de Europa del siglo XX, y el mejor club italiano y el quinto mejor del fútbol europeo del siglo XXI, además de estar ubicado en el sexto lugar de la clasificación histórica del ranking mundial de clubes, en donde se elegían a los mejores clubes del mundo desde el 1 de enero de 1991 hasta el 31 de diciembre de 2009. Cabe destacar también que según la clasificación anual de clubes realizada por la misma entidad, ha sido elegido el Mejor Equipo Del Fútbol Mundial en los años 1998 y 2010.
El equipo es el decimocuarto mejor valuado del mundo, al tener un valor de 401 millones de dólares, de acuerdo a la revista Forbes. Es uno de los clubes más populares del mundo, ya que según un estudio realizado en 2010, el Inter es el octavo club con más seguidores de Europa. También cabe destacar que el club formó parte (como miembro fundador) de la Asociación de Clubes Europeos (antigua G-14), grupo compuesto por los catorce clubes más poderosos e influyentes tanto económica como deportivamente de Europa.

## Historia

### Inter de Milan
El Football Club Internazionale Milano nace en el "Ristorante Orologio" (Restaurante Reloj), el 9 de marzo de 1908 en Milán siguiendo el cisma de (44 miembros) disidentes del Milan Football and Cricket Club (A. C. Milan). El nombre del club deriva de la voluntad de los socios fundadores de aceptar no solo a jugadores italianos sino también a extranjeros (muchos de los cuales eran suizos que estaban trabajando en la banca local), y por esta cualidad tomaron su denominación de Football Club Internazionale.

“Questa notte splendida darà i colori al nostro stemma: il nero e l'azzurro sullo sfondo d'oro delle stelle. Si chiamerà Internazionale, perchè noi siamo fratelli del mondo.”
"Esta maravillosa noche nos otorga los colores de nuestra stemma: negro y azul sobre un fondo dorado de estrellas. Se llamará Internacional, porque somos hermanos del mundo."

Giovanni Paramithiotti, un veneciano, fue elegido presidente, y el primer capitán fue el suizo Ernst Manktl. Los colores del club ya eran azul-negro en ese momento. El primer escudo de armas (con las iniciales FCIM) fue diseñado por Giogio Muggiani durante la mencionada reunión de fundación. Otro símbolo de "Internazionale" era el escudo de armas de la antigua familia gobernante de Milán, los Visconti. Mientras que el A. C. Milan era la asociación de trabajadores en los primeros días, el Inter se convirtió en una asociación de ciudadanos, artistas e intelectuales.

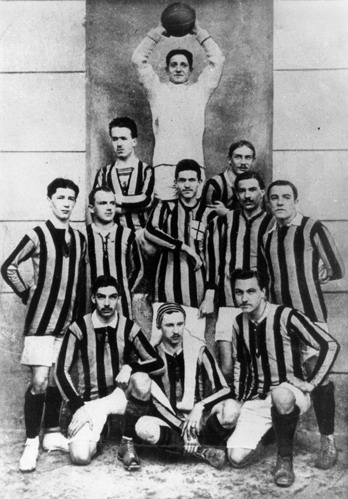
Internazionale 1910 Scudetto.

En la temporada 1909-10 el equipo gana su primer scudetto Habiendo empatado a 25 puntos al final del campeonato con US Pro Vercelli, Se jugaría un partido de desempate por el título. El Vercelli pidió postergar la fecha del 17 abril al 1 de mayo este equipo estaba jugando de forma simultánea un torneo militar y el Inter había ya programado una gira para ese mes. La federación italiana de fútbol aceptó el cambio pero para el 24 de abril y no el 1 de mayo. Los piamonteses en señal de protesta enviaron a jugar a un equipo de las categorías inferiores. El resultado del desempate fue una goleada, 10 a 3; la federación italiana condenó por conducta antideportiva al US Pro Vercelli. En 1914-15 el campeonato italiano es obligado a detenerse tras el estallido de la Primera Guerra Mundial; el torneo es reanudado para 1919-20 en esta temporada Inter conseguiría su segundo scudetto ganado el grupo A Lombard first category, también triunfó en el grupo C de las semifinales nacionales y llegó a las finales del norte donde venció a la Juventus y Genoa así obtuvo el título del norte. Finalmente el 20 junio enfrentó al campeón del sur Livorno, el Nerazzurri gana la final italiana 3-2 en Bolonia.
En el campeonato 1926-27 el Inter llegó primero en igualdad de condiciones con la Juventus en el grupo A, pero en la ronda final el equipo milanés quedaría quinto, sin embargo el campeonato ganado por Torino se consideró nulo por ofensa deportiva. En esta temporada el Inter debutó en la Copa Italia llegando solo a tercera ronda; en 1927-28 clasificó nuevamente a la ronda final esta vez terminaría séptimo. En esta temporada debutaría Giuseppe Meazza de diecisiete años, marcando 12 goles.

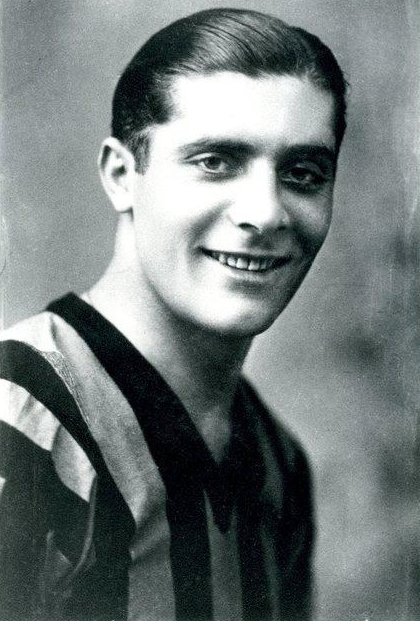
Giuseppe Meazza Hizo 408 partidos con el Inter y es el máximo goleador de todos los tiempos del club con 284 goles.

Con la llegada del fascismo al país, el Inter, simbolizado en este período por el jugador Giuseppe Meazza, se vio forzado a adaptarse a los ideales del Partido Nacional Fascista, al cual no le parece bien el nombre de la entidad, ya que, lo encuentra muy poco italiano y sobre todo igual al de la Tercera Internacional Comunista (Internazionale en italiano). Por eso en el año 1928 el club se fusiona con la Unione Sportiva Milanese y asume la denominación de Società Sportiva Ambrosiana (derivada de San Ambrosio o Sant'Ambrogio en italiano, patrono de la ciudad de Milán), También cambió sus colores Nerazzurri a una camisa blanca con una cruz roja, reflejo del escudo de armas de la ciudad, y el Fascio Littorio o Fasces Lictoriae sobre el centro de la cruz, el cual era el símbolo del fascismo. En 1929 el uniforme Nerazzurri vuelve y el equipo entrenado por Arpan Weisz gana el tercer Scudetto el primero bajo el formato serie A Inter terminaría la temporada 1929/30 primero en 34 partidos, marcando 85 goles y Giuseppe Meazza como goleador del campeonato con 31 anotaciones. En 1932, debido a las presiones de la dirigencia «nerazzurra» encabezada por el presidente Ferdinando Pozzani y la insistente campaña de los tifosi (afición) que partido tras partido entonaban el coro "Forza Inter", la Federcalcio le concede al club que, junto al nombre Ambrosiana, se colocara algo representativo a la historia del equipo, por lo que el equipo pasó a llamarse Associazione Sportiva Ambrosiana-Inter, la cual duraría hasta el final de la Segunda Guerra Mundial en 1945. Junto con el nuevo nombre, la camisa «nerazzurra» al que se le agregó el color blanco alrededor del cuello con cuadros negros en él, que representaban los colores de uniforme de la U. S. Milanese y contaba con el Fasces como escudo. Las campañas de 1932-33, 1933-34 y 1934-35 el equipo finalizaría segundo en la tabla de posiciones; para la temporada 1938 Inter conseguiría el cuarto scudetto liderado en el banquillo por Armando Castellazzi y definiendo el título el último día de competición al ganarle a Bari 2-0 de visitante y celebrado en Milán por miles de nerazzurri que esperaron en la estación Milán al equipo campeón del título 1937-38. Una vez más Giuseppe Meazza fue capocannoniere con 20 tantos en 25 apariciones; en ese mismo verano como capitán de Italia fue campeón del mundial. Llegaría la primera copa de Italia en 1939 iniciando en dieciseisavos venciendo a Napoli, octavos Livorno, cuartos A. S. Roma, semifinal a Génova y siendo campeón en la ciudad de Roma ganándole a Novara 2-1 con goles de Ferraris II y Frossi.
El quinto scudetto se lograría en 1939-40 sin Giuseppe Meazza lesionado de su pierna izquierda; la campaña fue liderada por Tony Cargnelli como entrenador y Ferraris II, Frossi, Campatelli, Demaria, Locatelli y Guarnieri en el campo de juego terminarían con más victorias, mejor ataque y mejor defensa del campeonato. Ganando el último partido enfrentando a Bolonia 1-0 celebrando el scudetto en el San Siro, Milán.
Bajo el fascismo se consiguen tres scudettos (1929-30, 1937-38 y 1939-40) y una Copa de Italia (1938-39). Las campañas de 1940-41, 1948-49, 1950-51 terminaría el equipo segundo en la tabla posiciones; 1943 llegaría a Italia el conflicto mundial y el campeonato no era apto para jugarse. Tras la caída del régimen fascista, para el año 1945 Carlo Masseroni presidente nerazzurri anunció:

"L'Ambrosiana tornera, si chiamera Internazionale"
"La Ambrosiana volverá, se llamara Internacional"

Recuperada la denominación Football Club Internazionale; asume como nuevo entrenador Alfredo Foni en su temporada debut 1952/53 obtiene el título con el equipo Nerazzurri, tomando el mando en la fecha novena de competencia para nunca rendirse y defender su ventaja hasta el último día, terminaría como mejor defensa y mayor número de victorias del campeonato.

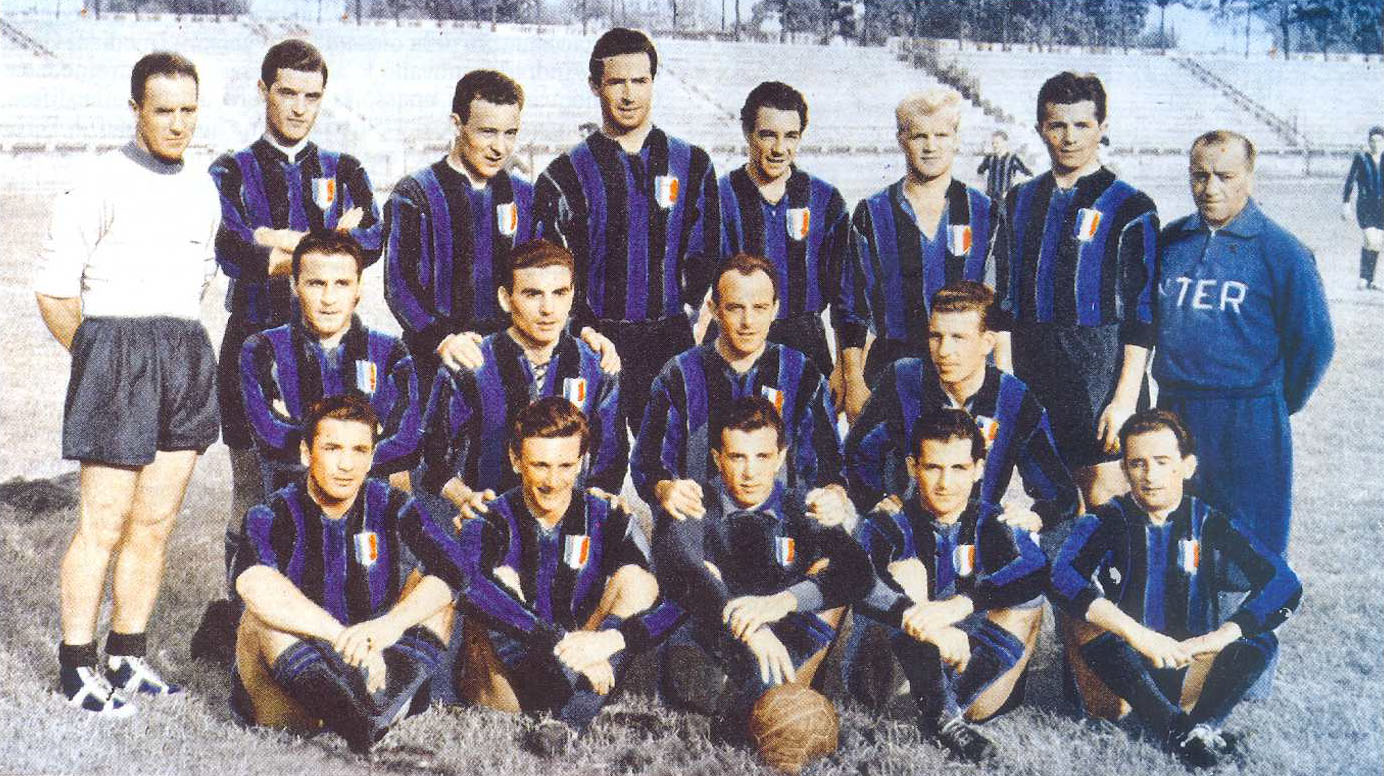
Equipo Football Club Internazionale Scudettos 1953 y 1954.

El inter lograría defender su título la siguiente temporada 1953/54 con Alfredo Foni y los jugadores Ghezzi, el capitán Giovannini, G. Giacomazzi, Nesti, Armano, Lorenzi, Skoglund y el capocannonieri de 1949 Nyers serían bicampeones de la Serie A, tras una pelea por el liderato con la Juventus que al final vería levantar el séptimo scudetto nerazzurri que tuvo más victorias (20) y menos derrotas (3) en ese año.
El 28 de mayo de 1955, compra la sociedad por 100 millones de liras Angelo Moratti; después de unas temporadas que no estuvieron a la altura en 1958/59 el equipo termina 3 en la tabla y pierde la final de copa Italia. Antonio angelillo sería capocannonieri anotando 33 goles en 33 apariciones récord de Serie A con 18 equipos.

### «Il Grande Inter» de Helenio Herrera
Con la llegada de Angelo Moratti a la presidencia, el conjunto alcanzaría el periodo más glorioso de toda su historia, conocido por los tifosi como «Il Grande Inter» (El Gran Inter). Con Helenio Herrera de entrenador y grandes jugadores como Luis Suárez, Mario Corso, Giacinto Facchetti, Sandro Mazzola, y su legendario capitán Armando Picchi, entre otros.
En la temporada 1962/63, el Inter llegaba como líder al Derbi de Italia, el cual se disputó en Turín y el Nerazzurri ganó por 1-0 con gol de Sandro Mazzola. Siguió a la cabeza de la Serie A y se consagró campeón sobre la Juventus con cuatro puntos de diferencia, terminando así la temporada siendo el equipo con la mejor defensa, el equipo con la mayor cantidad de victorias (19) y el que menos derrotas sufrió (apenas 4). Fue el primer título de la era Moratti y el octavo Scudetto. Así conseguiría participar por primera vez en la máxima competencia a nivel de clubes, la Copa de Europa. El equipo se consagraría campeón en su temporada debut, convirtiéndose en el primer equipo en ser campeón sin ser derrotado (siete victorias y dos empates). Antes de llegar a la final, le ganó a equipos de la talla de Everton FC, AS Monaco, Partizán de Belgrado y Borussia Dortmund. En la final, enfrentaría al Real Madrid, al cual venció por 3 a 1, consagrando al equipo milanés por primera vez campeón de Europa. Sandro Mazzola terminaría goleador de esta edición con siete goles.

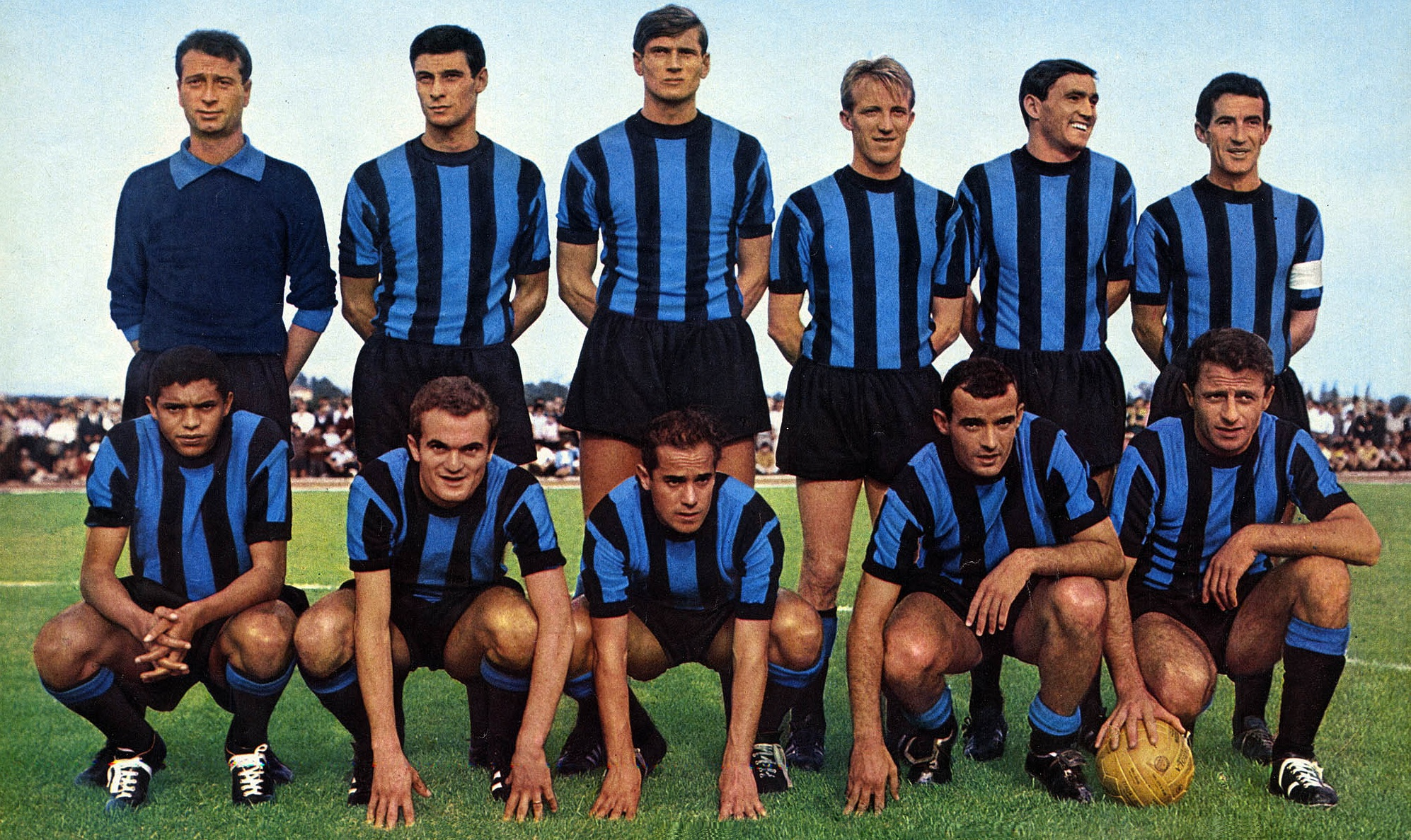
"Il Grande Inter" de los '60: Sarti, Guarneri, Facchetti, Tagnin, Burgnich, Picchi; Jair, Mazzola, Suárez, Corso, Milani.

Inter comenzó la temporada 1964/65 jugando la Copa Intercontinental contra Club Atlético Independiente, perdiendo el partido de ida en Argentina por 1-0. En la vuelta, los Nerazzurri se impusieron por 2-0 en Milán y esto obligó a jugar un partido desempate en campo neutral. En el tercer partido disputado en Madrid, el Inter se impuso 1-0 con un gol de Mario Corso en tiempo extra. De esta manera, el conjunto italiano obtendría su primer título mundial a nivel de clubes. En la Serie A, Inter estaba siete puntos detrás de AC Milán luego de caer 3-0 en el Derbi en la primera mitad del año. Empezando la segunda vuelta, Inter obtendría una racha de 8 victorias consecutivas (incluyendo el Derbi ante el Milán por 5-2 en la vuelta), por lo cual el Campeonato Italiano tendría un final apasionante en las últimas fechas en la pelea por el título. En la recta final, Milán perdería en Roma y el Nerazzurri no perdería ningún partido, de esta manera el Inter obtenía el noveno Scudetto con Sandro Mazzola como capocannoniere del campeonato.
Por ser el campeón defensor, el Inter arrancaba su participación en la Copa de Campeones desde octavos de final. Le ganó a Dinamo Bucarest en octavos por 7 a 0, a Rangers Football Club en cuartos por 3 a 2 y en semifinales a Liverpool FC por 4 a 3, en una definición apasionante. En la final, disputada el 27 de mayo de 1965 en la ciudad de Milán, el Inter se consagraría nuevamente campeón venciendo al Benfica por 1 a 0, con gol de Jair da Costa; logrando el título consecutivo de Copa de Campeones. En la Copa Italia, vencería las rondas previas y perdería la final ante Juventus por 1 a 0.

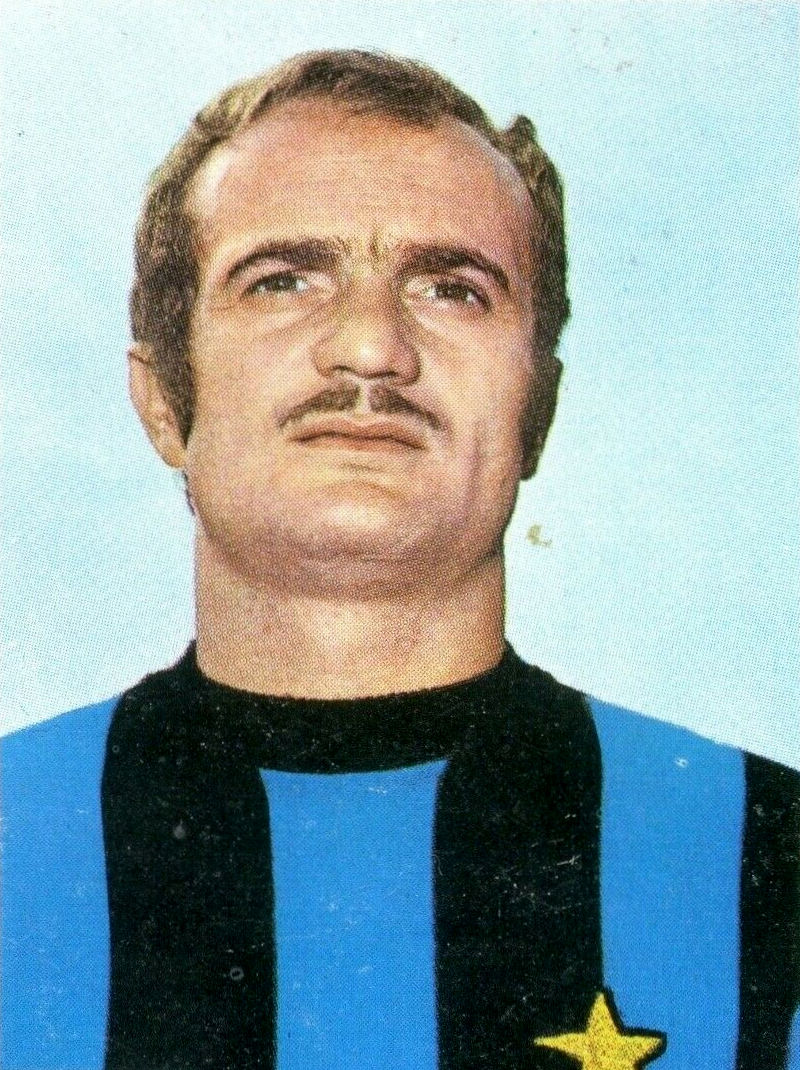
Sandro Mazzola defendió toda su carrera los colores del Inter de Milán con 160 goles y 565 partidos.

Iniciando la temporada 1965/66, el Inter se consagró nuevamente campeón de la Copa Intercontinental enfrentando una vez más a Club Atlético Independiente, ganando en Milán 3 a 0 con goles de Peiró y Mazzola en dos oportunidades, y empatando en Avellaneda por 0 a 0.
En la Serie A, dominaría desde la fecha 9 hasta el final de la primera parte de la temporada, con el A.C. Milán y el Napoli como inmediatos perseguidores, que lo seguían en segundo y tercer lugar respectivamente. Iniciando la segunda vuelta, el Inter ganaría 6 partidos consecutivos, vacilaría con 2 empates y una derrota, pero las victorias ante Juventus y Lazio le dieron al Nerazzurri su décimo Scudetto, obteniendo la estrella dorada de Italia que se otorga cada 10 títulos de liga. En la Copa de Europa, llegaría hasta semifinales, donde sería eliminado ante Real Madrid, quien luego sería el campeón de esa edición.
En la temporada siguiente, el Inter llegaría nuevamente a la final de la Copa de Europa pero sería derrotado por Celtic Football Club, quien vencería al conjunto italiano por 2 a 1.
En mayo de 1968, Angelo Moratti dejó la presidencia después de 13 años y Helenio Herrera también decidió marcharse, cerrando el ciclo más exitoso de la historia del club.

### La década de 1970

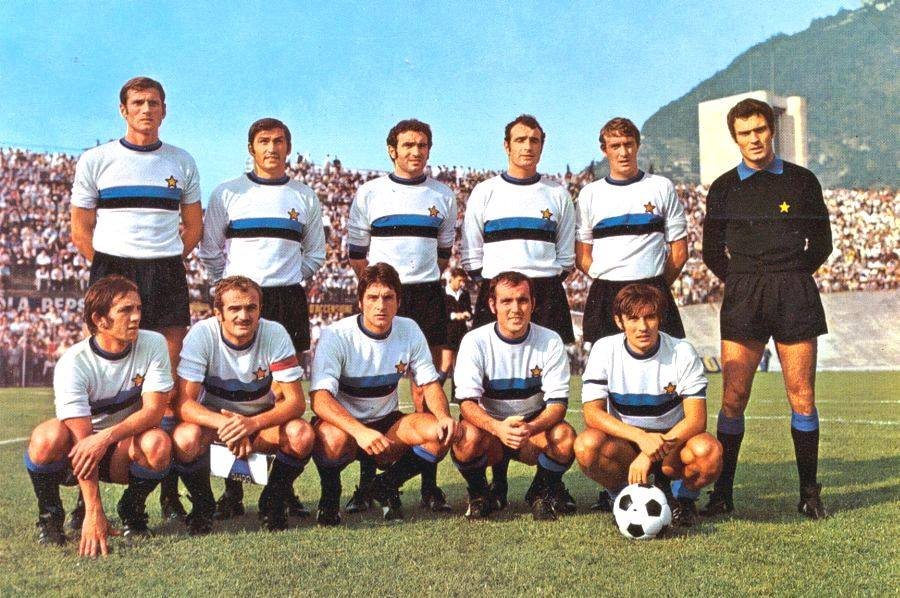
Inter 1970.

Al comienzo de la temporada 1970-71 el equipo tendría malos resultados, por lo que después de perder el Derbi de Milán, el presidente Ivanoe Fraizolli decide poner a cargo como nuevo entrenador a Giovanni Invernnize. El equipo da la vuelta a la clasificación. Faltando todavía 2 jornadas por jugarse, el equipo venció al Foogia Calcio 5-0 y se consagró campeón de la Serie A, consiguiendo el undécimo Scudetto. Roberto Boninsegna acabaría con 24 goles.
En la campaña siguiente, el Inter llegaría a la final de la Liga de Campeones para enfrentarse al Ajax de Ámsterdam de Johan Cruyff. El Inter perdió 2-0 con los holandeses. En la Serie A, acabaría quinto en clasificación, nuevamente Boninsegna sería el máximo goleador con 22 goles.
Después de varias temporadas irregulares, Eugenio Bersellini se convierte en nuevo entrenador del club. El Inter quería centrarse en los jóvenes talentos, apostando por jugadores como Alessandro Altobelli, quien llegaba proveniente del Brescia Calcio y desde la cantera, debutaría el defensor Giuseppe Baresi. En la temporada 1977-78, la escuadra gana su segunda Copa de Italia venciendo en la final al Napolés 2-1 con goles de Altobelli y Graziano Bini.

### La década de 1980

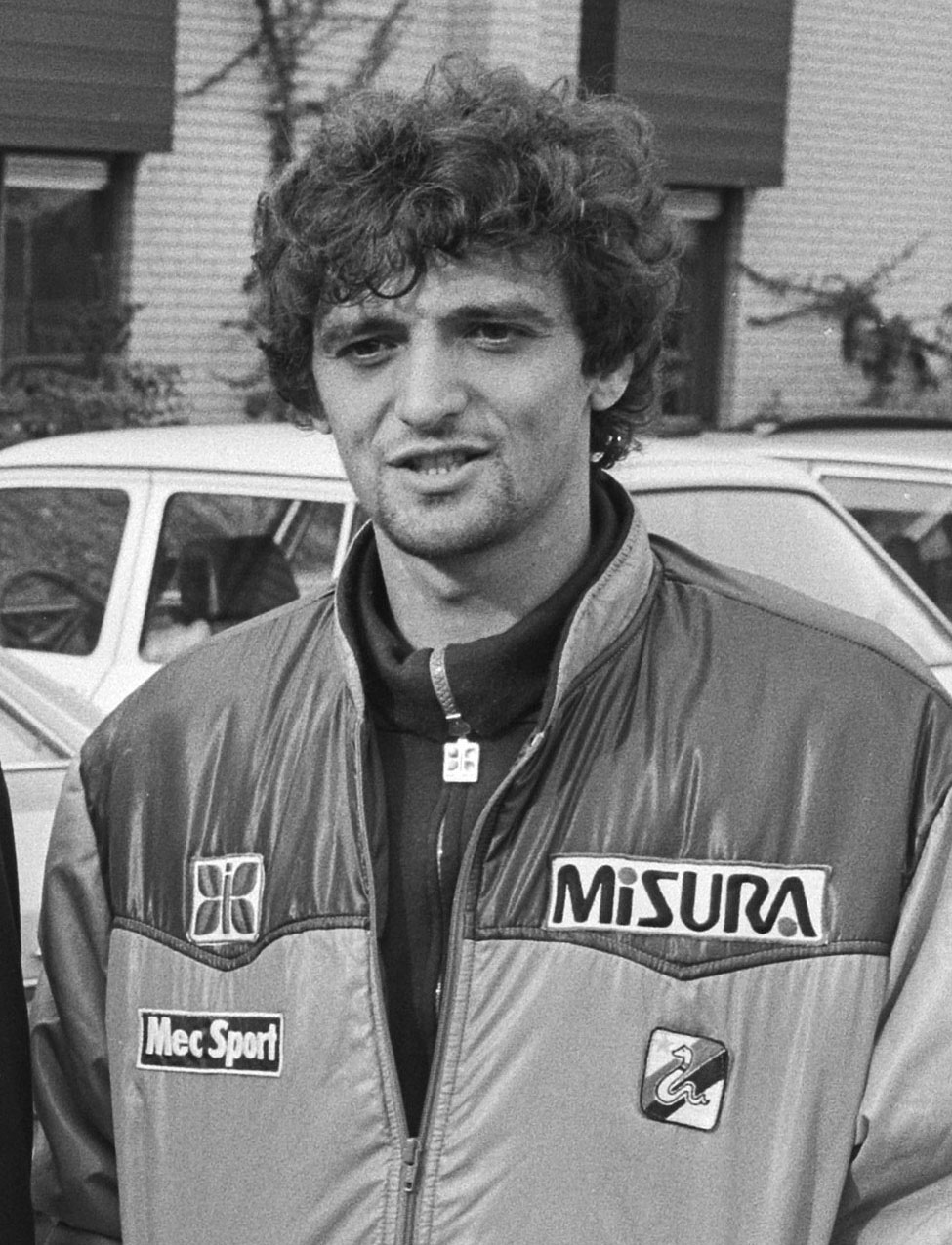
Alessandro Altobelli, 2.º máximo goleador histórico del club con 209 goles en 466 partidos.

Con Eugenio Bersellini al mando del equipo Nerazzurri, vuelve a coronarse campeón de la Serie A 1979/80, Inter tomaría el liderato en la fecha 4 y defendería la cima las siguientes jornadas venciendo a AC Milán y a Juventus con hat trick de Altobelli. Pese a la caída con AS Roma, empezaba la segunda parte del campeonato como líder. Ganaría de nuevo en el Derbi de Milán y empataría con la AS Roma; así, sería campeón de la Serie A faltando dos fechas del campeonato, obteniendo el duodécimo Scudetto. En ese mismo año y debido al Caso Totonero escándalo de apuestas de Italia, la SS Lazio y el AC Milán descenderían a la Serie B.
Dos años después, se consagra campeón de la Copa de Italia por tercera vez en su historia, disputando la final en mayo de 1982 con Torino FC venciendo en el global 2-1 con goles de Aldo Serena, Alessandro Altobelli marcaría el gol del triunfo y cerraría como goleador con 9 goles. En marzo de 1984, Ernesto Pellegrini adquiere la compañía por 7 mil millones de euros.
El último título Nerazzurri de esta década fue el Scudetto de la temporada 1988-89. De la mano de Giovanni Trapattoni como entrenador, y con la destacada participación de los alemanes Andreas Brehme, Lothar Matthäus, el argentino Ramón Ángel Díaz y los italianos Walter Zenga, Giuseppe Bergomi, Nicola Berti. Los Nerazzurri ya estaban en la cima en la fecha 5 con el Milán como inmediato perseguidor a un punto, y Sampdoria y Napoli a dos puntos. El 11 de diciembre, el Inter ganaría el Derbi de Milán y se alejaría en la cima del Campeonato. Solo Napoli seguía a un punto; en la segunda vuelta de la temporada, Inter ganó 8 fechas y se enfrentaría en un duelo directo a Napoli. El partido finalizó 2-1 con el gol de Lothar Matthäus sobre el final. A tres fechas del final de la temporada, los Nerazzurri conseguían el decimotercer Scudetto, este sería el último del siglo XX. Además, el equipo obtendría su primera Supercopa de Italia venciendo a la Sampdoria por 2 a 0.

### Década de 1990
La década de 1990 fue un período de decepción en competencia local. Mientras que sus grandes rivales, AC Milán y Juventus, estaban logrando el éxito tanto a nivel nacional como en Europa, el Inter se queda atrás, con resultados irregulares finalizando segundo en tabla de posiciones en la Serie A de 1993 y 1998. En la temporada 1993-94, quedaría a tan solo un punto de la zona de descenso. Sin embargo, el club tuvo éxito europeo, conquistando tres Copas de la UEFA en 1991, 1994 y 1998.
El Nerazzurri con la presencia de los tres alemanes Andreas Brehme, Jürgen Klinsmann y Lothar Matthäus, más los italianos Walter Zenga, Nicola Berti y Riccardo Ferri conseguirían la Copa UEFA de 1990/91. Iniciando en treintaidosavos de final ganándole a Rapin Viena por 3-4, Aston Villa por 2-3, Partizán de Belgrado por 4-1, Atalanta por 0-2, Sporting Lisboa por 0-2. El conjunto clasificó a la final donde le tocó enfrentar a la AS Roma. En el partido de ida, el Inter ganó 2 a 0 con goles de Matthaus y Berti. El 22 de mayo de 1991, el Nerazzurri ganaría su primera Copa de la UEFA en el Estadio Olímpico de Roma tras vencer a la AS Roma por 2-1 en el global.
En la temporada 1993-94, llegaron los jugadores holandeses Wim Jonk y Dennis Bergkamp de Ajax. Sin embargo, no podrían dar vuelta los malos resultados en la Serie A tras una decepcionante campaña de 11 victorias, 9 empates y 14 derrotas, en la cual el equipo finalizó en el puesto N.º 13, a tan solo un punto del descenso. Esto hizo que llegara un nuevo entrenador, el exjugador Giampiero Marini, que llevaría al equipo a conseguir su segundo título de Copa de la UEFA con jugadores como Rubén Sosa, Giuseppe Bergomi y Walter Zenga. En la final, el Inter enfrentó a R.B. Salsburgo, primero en Viena, donde el Nerazzurri ganó por 1 a 0 con un gol de Berti. Y luego en Milán, en el Estadio Guiseppe Meazza, donde venció por 1 a 0 con gol de Jonk. Bergkamp sería el máximo goleador de esta edición con 8 goles.
El 18 de febrero de 1995, Ernesto Pellegrini dejó la presidencia y en su lugar asumió Massimo Moratti como nuevo presidente y propietario del club. Esto provocó el regreso de la familia Moratti después de 27 años. En la temporada 1996/97 refuerzan al equipo Youri Djorkaeff e Iván Zamorano que junto a Pagliuca, Bergomi y Javier Zanetti el Nerazzurri terminaría en tercer lugar de la Serie A a solo seis puntos del título. En la Copa Italia llegaría a semifinales y en la Copa de la UEFA alcanzaría la final enfrentando al FC Schalke 04. En la primera final disputada en Gelsenkirchen, el Schalke se impuso por 1 a 0 con gol de Marc Wilmots. Mientras que en la vuelta, disputada en Milán, el partido finalizaría 1 a 0 con gol de Iván Zamorano pero perdería en la definición por penales por 4 a 1.
En la siguiente temporada, es fichado el brasileño Ronaldo Nazario, considerado uno de los mejores jugadores del fútbol mundial, durante el verano de 1997. También se fichó a Taribo West, Diego Simeone, Álvaro Recoba y Moriero. El nuevo entrenador sería Luigi Simoni en serie A terminarían a 5 puntos del campeonato luego de perder el liderato en la fecha 17, De grandes goleadas que le hizo a Bolonia, Atalanta y Lecce. En su debut Ronaldo marcaría 25 goles en la Serie A; El Inter en Copa de la UEFA empezaría venciendo a Neuchatel xamax FC 4-0, de remontarle a Lyon 4-3 y a Estrasburgo 2-3 para llegar a cuartos de final y eliminar 2-1 a Shalke 04 el rival de la edición pasada. La semifinal con Spartak Moscú 4-2 a favor del Inter, El 6 de mayo de 1998 se daría la primera final a único partido de la Copa UEFA sería en el estadio Parque de los Príncipes en París donde se enfrentó a S:S Lazio ganándole 0-3 con goles de Zamorano, J. Zanetti y el "Fenómeno" Ronaldo Nazario para el Nerazzurri consagrarse campeón de su tercer título en siete años.

### SigloXXI: Transición (2000-04)

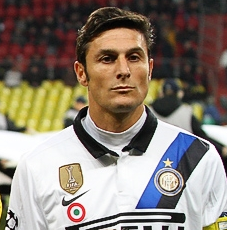
Javier Zanetti, leyenda del club, llegó en 1995 y fue capitán de 1999 hasta su retirada en 2014.

Una relativa estabilidad llegó en la temporada 1999-00 con el nuevo entrenador Marcello Lippi, que llegaba precisamente de triunfar en la Juventus. El colombiano Ivan Córdoba llega al Nerazzurri y liderados por los atacantes Baggio-Zamorano junto al fichaje más alto del Inter en esa época Christian Vieri (Ronaldo había sufrido una gravísima lesión), el Inter se clasificó para la UEFA Champions League y finalizó subcampeón de la Copa de Italia.
Pero al comenzar la temporada 2000-01, el Inter quedaba eliminado en agosto de la Champions por el modesto Helsingborg sueco y perdía la final de la Supercopa de Italia frente a la Lazio. Tras ser derrotado en la primera jornada de liga ante el Piacenza, Lippi fue despedido. Sería reemplazado por una antigua leyenda interista, Marco Tardelli, el cual consiguió llevar al equipo a puestos de Copa de la UEFA. Además, los principales fichajes de esa temporada, Robbie Keane y Hakan Sükür, no cumplieron las expectativas y dejaron el equipo tras solo una temporada. Zamorano también dejó el club a mitad de temporada.
Para la temporada 2001-02 son fichados los Francesco Toldo y Marco Materazzi, llegaba al equipo el entrenador argentino Héctor Cúper, que había llegado ala final de la Champions League en los años 2000 y 2001 con el Valencia CF. En Serie A Inter lidero los primeros puestos llegando ala última fecha primero en liga siguiéndolo a 1 punto la Juventus y a 2 puntos la AS Roma. El Inter se enfrentaba a la SS Lazio, al minuto 24 Inter ganaba 2-0 pero Lazio remontaría y el resultado final sería 4-2, Sus rivales ganarían sus partidos así terminaría tercero a 2 puntos del título. La Copa UEFA el Inter después de una gran campaña perdería la semifinal de ese año contra Feyenoord. A final de temporada, Ronaldo dejó el equipo rumbo al Real Madrid; Hernán Crespo y Fabio Cannavaro fueron la gran inversión del equipo para la siguiente temporada. En la temporada 2002-03, el Inter llegó a semifinales de la Champions donde se enfrentó con el AC Milán; un empate 0 a 0 con el Milán jugando como local; y otro por 1 a 1, dejó a los nerazzurros sin final por la regla del gol visitante. En la Serie A, el conjunto llegó a la última jornada primero en liga y dependiendo de sí mismo para ganarla, pero una derrota privó al equipo de volver a proclamarse campeón del Scudetto. Christian Vieri fue Capocannonieri de ese año con 24 goles.
En octubre de 2003, Cúper fue cesado y reemplazado por el veterano Alberto Zaccheroni, que dejó al Inter cuarto en la liga.
En 2004, llegan al Nerazzurri Julio Cruz, Dejan Stanković y Adriano Leite. En esta temporada, Giacinto Facchetti, fue elegido presidente de la entidad, cargo en el cual se desempeñó hasta su fallecimiento en septiembre de 2006. Pese a eso, Moratti siguió siendo el propietario del club.

### Hegemonía en Italia y éxito internacional (2005-2010)
Para la temporada 2004-05 se refuerza con Esteban Cambiasso y Juan Veron, el Inter firmaba a Roberto Mancini, un entrenador de 40 años que llegaba de entrenar al SS Lazio. El Inter tuvo una temporada exitosa que le llevó a competir por el campeonato con Juventus y AC Milán. Si bien no ganaría la liga, el Inter ganó la Copa de Italia al vencer a AS Roma en el global 3-0 con goles de Adriano Leite Ribeiro y Mihajlovic en el Giuseppe Meazza ganando su cuarta Copa local después de 23 años.

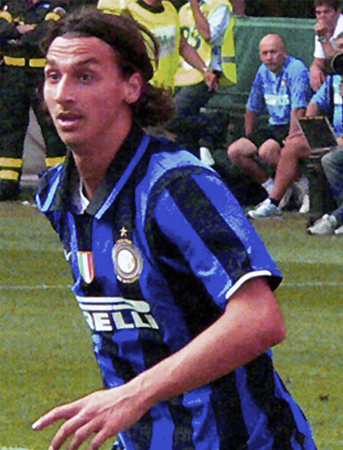
Zlatan Ibrahimović, fichaje estrella del Inter tras el Caso Moggi.

Para la 2005-06 llegan Luís Figo, Walter Samuel y Julio César Soares, el Inter obtenía la segunda Supercopa de Italia de su historia al vencer a la Juventus 0-1 con gol de Veron. El Inter cada vez daba más signos de regularidad y volvía a competir con la Juventus y el Milán por el trofeo liguero, terminando como tercer clasificado. El Inter volvería a revalidar la Copa de Italia obteniendo la quinta venciendo de nuevo a la AS Roma en la final con un global 2-4 goles de Cruz, Cambiasso, y Martins. En julio de 2006, se conoció la sentencia por el caso Calciopoli en donde fue condenado Luciano Moggi, dirigente de la Juventus, y al club turinés por la supuesta conversación con los árbitros después de los partidos, en la que también estaba implicado el AC Milan. La Juventus fue descendida a la Serie B y perdió los Scudettos de 2005 y 2006, y el Inter, que había quedado tercero tras la Juvetus y el AC Milán, reclamó ala FIGC que se le otorgase el Scudetto de 2006, y finalmente así fue, llegando a su décimo cuarto Scudetto para los Nerazzurri, obteniendo de esa manera un título de liga que le correspondía, en todo caso, al AC Mílan, que había quedado segundo en la tabla. "no el de 2005 que fue dejado desierto".
El 4 de septiembre de 2006, falleció el presidente del club de San Siro, Giacinto Facchetti. La presidencia quedó entonces vacante. Como una muestra de respeto hacia el presidente y exjugador, se retiró el dorsal número 3, que Facchetti había llevado durante su carrera. Nicolás Burdisso, jugador que llevaba el dorsal, pasó a llevar el 16. A las pocas semanas de la muerte de Facchetti, Moratti volvió a asumir la presidencia de la entidad.
En la Supercopa de Italia 2006 Inter remontaría un 0-3 a la AS Roma finalizando 4-3 en el Guiseppe Meazza con goles de Patrick Vieira, Hernán Crespo y Luís Figo ganarían su tercer título. El descenso de la Juventus y el comienzo del AC Milán con menos puntos dejó al Inter como principal favorito en Serie A, siendo su principal rival la AS Roma. Se reforzaría el equipo con Maicon Douglas y Zlatan Ibrahimović. A mediados de la temporada 2006-07 el Inter logró batir el récord de victorias consecutivas que tenía la propia Roma al llegar a 11 tras vencer el 23 de diciembre de 2006 al Atalanta de Bérgamo en el Giuseppe Meazza. Este récord se siguió aumentando hasta las 17 victorias consecutivas que finalizaron con un empate frente al Udinese el 28 de febrero de 2007 por un 1-1. En abril, a falta de cinco jornadas para el final, el Inter consigue matemáticamente proclamarse campeón de la liga y además supera los 86 puntos (anterior récord de puntos en la Serie A) en la tabla de posiciones, llegando a los 97 y obteniendo el decimoquinto Scudetto. En la Copa de Italia llega de nuevo a la final viéndose las caras por tercer año consecutivo con la AS Roma, pero esta vez será derrotado.
Para la temporada 2007-08, el Inter llegaba al Centenario de su fundación obtendría el decimosexto Scudetto y el tercero consecutivo tras una reñida competición contra la AS Roma. Desde la fecha seis de la serie A Inter tomó el mando hasta el final de la temporada, El último partido fue contra el Parma Calcio donde el nerazzurri ganó 2-0 Ibrahimovic anotaría los goles finalizarían con 25 victorias, 10 empates y 3 derrotas. En la Copa de Italia volvería a caer en la final de nuevo contra la Roma, siendo el cuarto año consecutivo que ambos se veían en la final.
La temporada 2008-09 suponía un cambio de ciclo en el conjunto nerazzurro; Roberto Mancini, que llevaba entrenando al equipo desde hacía cuatro años, abandonaba la escuadra rumbo al Manchester City y su sustituto sería el técnico portugués José Mourinho, el cual ya había obtenido la Champions League con el Oporto y ganado varios campeonatos en Inglaterra con el Chelsea FC. Mourinho era conocido por un estilo de juego poco vistoso pero eficaz, además de por su polémica personalidad. La temporada sería de nuevo exitosa para el club, La Supercopa de Italia de nuevo contra la AS Roma empatando 2-2 y (6-5) en penaltis la definición de la victoria sería del capitán Zanetti para la cuarta Supercopa local, En serie A Inter le quitaría el liderato a AC Milan en la fecha 11 después de ganar 1-0 al Unidese Calcio manteniendo su ventaja y faltando dos fechas del fin de la temporada luego de derrotar a Siena 3-0 sería campeón terminando con una ventaja de 10 puntos de sus rivales Juventus y AC Milan. Inter obtendría el decimoséptimo scudetto y el cuarto consecutivo, Ibrahimovic sería capocannonieri de serie A con 25 goles.

#### Triplete Histórico y Quintuplete de la temporada

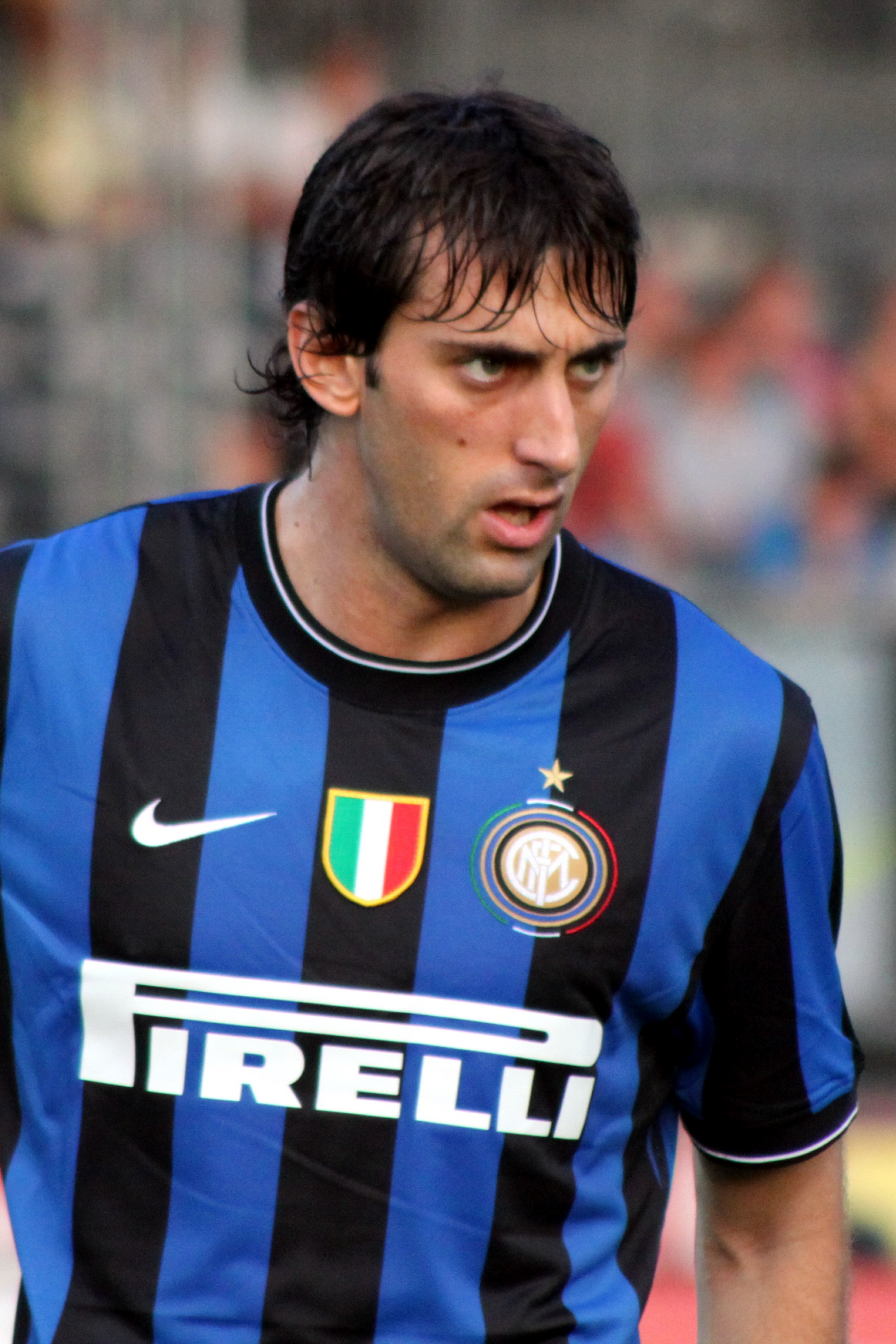
Diego Milito fue el artífice de los dos goles de la final de la Champions League.

La temporada 2009-10 sería la considerada más exitosa en la historia del Inter. La temporada se inició con la marcha del que había sido el goleador interista las tres últimas temporadas, Ibrahimovic, el cual partió rumbo al FC Barcelona. A cambio llegaría el camerunés Samuel Eto'o. También llegaron jugadores como el delantero argentino Diego Milito, el veterano defensor Lúcio, el mediocampista ofensivo neerlandés Wesley Sneijder y brasileño Thiago Motta. El sólido equipo que lograría conformar José Mourinho junto a Julio César, Maicon, Zanetti, Cambiasso, Samuel y Stankovic.
La temporada se inició con una derrota en la Supercopa de Italia ante la SS Lazio. En la segunda fecha de liga, el Inter derrotó 0-4 al AC Milán en el derbi milanés. La octava fecha el nerazzurri llegó al liderato luego de ganarle al Genoa 5-0 Mantuvo un duro pulso contra la AS Roma por obtener el título liguero, más con la derrota en el Olímpico por 2-1 que apretó aún más la clasificación en los siguientes partidos Inter no perdería y se proclamó campeón de la Serie A el 16 de mayo de 2010, cuando Milito transformó el gol que dio la victoria ante el Siena. Inter obtenía el decimoctavo scudetto y el quinto consecutivo.
En la Copa de Italia, el Inter mantuvo un paso firme derrotado al Livorno en octavos de final, a la Juventus en cuartos y a la Fiorentina en semifinales. En la final se mediría a la AS Roma a la que venció con un gol de Diego Milito el Inter obtendría su sexto título de copa local.
En la UEFA Champions League, el Inter quedó encuadrado en el Grupo F junto a FC Barcelona, el Dinamo de Kiev y los rusos del Rubin Kazán. El Inter tuvo un mal inicio, con tres empates consecutivos y una derrota ante el Barcelona que le privó de obtener la primera plaza del grupo. Se jugó el pase a la siguiente ronda en el último partido ante el Rubin Kazán, ganando 2-0 goles de Samuel Eto'o y Balotelli, Pasando como segundo de grupo. En octavos de final se enfrentó al anterior equipo de Mourinho, el Chelsea Football Club, ganando el Inter con un cómputo global de 3-1. En cuartos se medía de nuevo a un conjunto ruso, el CSKA de Moscú; ambos partidos destacaron por su juego duro y estancado, pero el Inter finalmente ganaría 1-0 en ambos partidos. En semifinales se enfrentaría al gran favorito para ganar el título y que ya había enfrentado en fase de grupos, el FC Barcelona. El partido de ida se disputó en el Giuseppe Meazza; el Barcelona se adelantó por mediación de Pedro Rodríguez, pero el Inter remontó y ganaría por 3-1 con goles de Wesley Sneijder, Maicon Douglas y Diego Milito. En la vuelta, el Barcelona no pudo superar el entramado defensivo interista (provocado por la polémica expulsión de Thiago Motta tras una entrada a Busquets) hasta el minuto 84 cuando se adelantó con gol de Gerard Piqué; no fue suficiente y el Inter pasaría gracias a un global de 3-2 se clasificó para una final de la Copa de Europa 34 años después, donde se enfrentaría al Bayern de Múnich en el estadio Santiago Bernabeu de Madrid el 22 de mayo de 2010 Inter vencería por 0-2 con dos goles de Diego Milito y obtendría su tercer título en Champions League con este éxito el Nerazzurri llegaría al Triplete histórico del club.

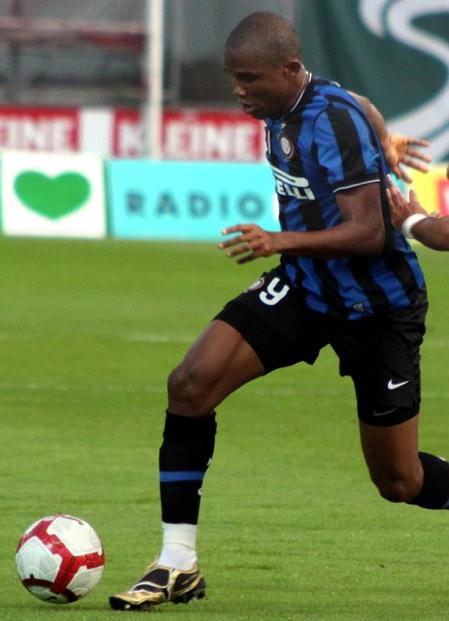
Samuel Eto'o marcó 37 goles en la temporada 2010-11.

Tras lograr el triplete la temporada anterior, José Mourinho abandonó el equipo para fichar por el Real Madrid para la temporada 2010-11. Su sustituto sería el español Rafael Benítez que llegaba desde el Liverpool FC, donde había ganado la Champions League en 2005 y llegado a la final en 2007. El Inter no realizó grandes traspasos, decidiendo mantener el bloque que le había llevado al éxito la temporada anterior; únicamente el prometedor Mario Balotelli firmó por el Manchester City por 30 millones de libras.
La temporada se inició con la Supercopa de Italia, ante la AS Roma, el Inter la ganaría 3-1 con goles de Eto'o y Pandev para llegar a la quinta supercopa local, pero perdería la Supercopa de Europa frente al Atlético de Madrid. En diciembre de ese año, el Inter ganó la Copa Mundial de Clubes 2010 al vencer a los congoleños del Mazembe en la final 0-3 anotarían Pandev, Eto'o y Bibiany, cerrando así un año donde el Inter consiguió cinco títulos un "Quintuplete" primero en conseguirlo en el fútbol italiano, el año más exitoso en materia deportiva en la historia del club.

### Fin de era y cambios administrativos
Pese a las conquistas de títulos que realizó Benítez en su comienzo de andadura en el Inter, Tras ganar el Mundial de Clubes Benítez y el Inter acordaban la rescisión del contrato. Su reemplazo sería el brasileño Leonardo Araújo, quien el año anterior había sido entrenador del AC Milán. De la mano de Leonardo, el Inter finalizó segundo en Liga, solamente por detrás de su eterno rival AC Milan, El Inter ganaría la séptima Copa de Italia tras imponerse 3-1 al Palermo con los goles de Samuel Eto'o y Diego Milito. Mientras que en [Champions después de eliminar a Bayern de Múnich en octavos, serían eliminados por el Schalke 04 alemán en cuartos de final. Al final de temporada, Leonardo rescindió su contrato con el Inter.

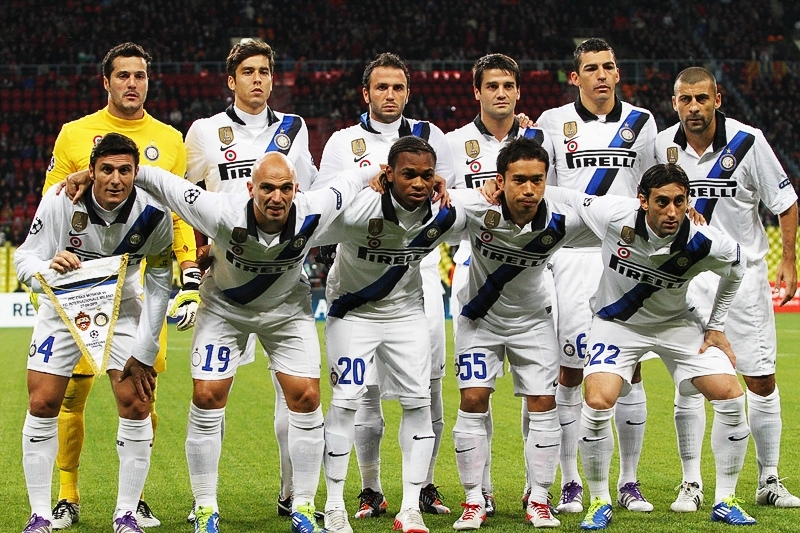
Inter 2011

La temporada 2012-13 llegan al Inter Samir Handanović y Rodrigo Palacio, bajo el mando de Andrea Stramaccioni comenzó con signos positivos, llegando a estar segundo y muy cercano a la Juventus en la primera mitad del Scudetto. Sin embargo, Diego Milito sufrió una desgarradora lesión de rodilla que lo dejaba fuera del resto del torneo, siguiéndole curiosamente casi la totalidad del equipo titular. Eso impedía a Stramaccioni disponer de un once de garantías con el que jugar, lo cual obligó al técnico a hacer rotaciones y a cambiar el once inicial. Como consecuencia, el equipo se desmoronó en la recta final de la temporada, quedando por primera vez en 14 años fuera de competencias europeas. Por ello, Stramaccioni fue despedido y reemplazado por Walter Mazzarri (ex preparador del Napoli) como nuevo técnico del equipo nerazzurro para la temporada 2013-2014.
El 15 de octubre de 2013, se confirma que Massimo Moratti vende el 70% de las acciones del equipo al empresario indonesio Erick Thohir por aproximadamente 300 millones de euros, convirtiéndose en el máximo accionista del club. Un mes después, el 15 de noviembre, Erick Thohir es elegido nuevo presidente del Inter, mientras que Moratti pasa a ser presidente de honor tras 18 años como presidente del club italiano.
De un buen inicio en la temporada 2013/14 se refuerza el equipo con Mauro Icardi y Danilo D'Ambrosio, donde el Inter se mantuvo entre los tres primeros en las primeras cinco jornadas (con una espectacular goleada por 0–7 al Sassuolo incluida), poco a poco se vio superado por la Juventus, AS Roma y Napoli, quedándose descolgado de la lucha por el título. El club acaba quinto la primera vuelta con sólo 3 derrotas, pero viéndose lastrados por varios empates. La situación no mejora en el comienzo de la segunda vuelta, perdiendo todavía más puntos con los primeros clasificados, pero finalmente consigue mantener el quinto puesto que lo clasifica para la Europa League 2014/15, En lo que fue la última temporada de Christian Chivu, Walter Samuel, Esteban Cambiasso, Diego Milito y del histórico capitán Javier Zanetti (últimos sobrevivientes del Inter que ganó el triplete en 2010) en el equipo peninsular. Tras finalizar esta campaña, el club anunció la renovación por un año más de Walter Mazzarri como director técnico del club y el nombramiento de Javier Zanetti como vicepresidente.
En temporada 2014/15 llega Marcelo Brozovic al nerazzurri, el 23 de octubre de 2014, Massimo Moratti decide dimitir como presidente de honor. Tres semanas después, el 14 de noviembre, después de 11 partidos de Serie A donde el equipo sumó 16 puntos, Walter Mazzarri fue destituido. Apenas unas horas después fue comunicado el nombramiento de su sustituto, Roberto Mancini, quien se encontraba sin equipo después de haber terminado su relación con el Galatasaray SK. Este cambio en el banquillo no logra reactivar al equipo, que llega a la pausa invernal del campeonato situado en 11.º puesto y cierra la primera vuelta como 9.º clasificado, alejándose de las posiciones que dan acceso a jugar en Europa. Aunque en la recta final del campeonato, el equipo consiguió enlazar buenos resultados que le permitieron soñar con entrar en la Liga Europa, finalmente se queda fuera de las competiciones europeas. Icardi sería capocannonieri con 22 goles.

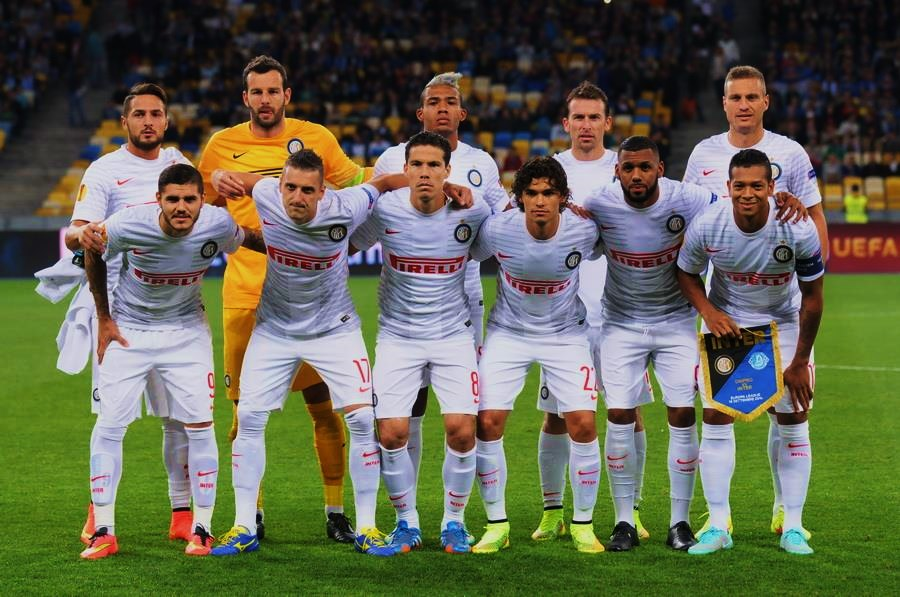
Inter con uniforme alternativo 2014

Ante la falta de resultados, el 6 de junio de 2016, se confirma que Erick Thohir vende el 40% de sus acciones del equipo al grupo empresarial chino Suning Holdings Group, Por aproximadamente 270 millones de euros, conservando el 30% restante y la presidencia del club a través de su participación en la firma International Sports Capital. Massimo Moratti, que fue el presidente del Inter de 1995 a 2013 y era accionista minoritario del club (con el 30%), cedió su participación a Suning y saldrá oficialmente del club.
Para la temporada 2017/18 el técnico sería Luciano Spalletti se unirían al equipo Milan Škriniar y Matías Vecino. En serie A Inter tiene una primera vuelta con buenos resultados y es líder en la fecha 16. En el retorno pierde puntos y se aleja de la punta terminaría luchando por un puesto en champions que en el juego final contra SS Lazio al ganarle 2-3 el Inter entraría a champions league después de seis años, Mauro Icardi sería capocannoneiri con 29 goles.
El 26 de octubre de 2018 es nombrado Steven Zhang como nuevo presidente, El 25 de enero de 2019 Inter anunció que LionRock Capital adquirió 31% de las acciones del empresario Erick thohir. LionRock Capital es el nuevo socio minoritario del Inter.

### Década de 2020
De vuelta a títulos

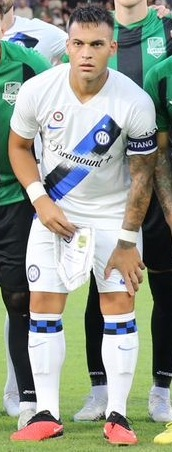
Lautaro Martínez el máximo goleador del club en la Champions League. También es el máximo goleador extranjero en la historia del club, y el sexto máximo goleador histórico.

Para la temporada 2019-20 arribó el técnico Italiano Antonio Conte junto al fichaje del atacante chileno Alexis Sánchez, el belga Romelu Lukaku fichaje más caro del club, el defensor uruguayo Diego Godín y el volante italiano Nicolo Barella. Junto alas buenas actuaciones por parte de Lautaro Martínez permitieron al club realizar una firme primera vuelta en liga al disputarle el liderato a la hasta entonces intratable Juventus. No obstante, En la Liga de Campeones finalizaron terceros en su respectivo grupo y pasó a competir en la Liga Europa.
Inter quedaría segundo en tabla posiciones de la Serie A 9 años después por un punto detrás de la Juventus después de ganar al Atalanta 0-2 en su casa en la última Jornada.
El 17 de agosto llegaron por quinta vez a una final de Liga Europa, siendo el primer equipo italiano en alcanzarla en el nuevo milenio después de 21 años. «I Nerazzurri», tras una gran temporada en la competencia, perderían en Colonia por 3-2 frente al Sevilla, equipo más laureado del torneo.
En la siguiente temporada, 2020-21, Inter ficharía al talentoso Achraf Hakimi, el mediocampista Arturo Vidal y retornaría Ivan Perisic al equipo. Inicia la Serie A con grandes victorias 5-2 al Benevento y 4-3 a Fiorentina. Luego en la fecha 4 caería en el derbi della Madonnina ante AC Milan por la disputa en la punta. Seguido de una victoria y dos empates, el Inter se posicionaría segundo en la clasificación en noviembre, mediante 7 victorias consecutivas.
En Liga de Campeones quedarían eliminados en fase de grupos luego de empatar en la jornada 6 con Shajtar Donetsk, lo que también significó quedar fuera de disputar la liga Europa al quedar cuarto.
Al inicio de 2021, El Nerazzurri golea al Crotone 6-2. El 17 de enero enfrentó a la Juventus en el Derbi de Italia venciendo 2-0. Llegando la fecha 22 Inter escala a la primera posición en la tabla tras la victoria 3-1 sobre SS Lazio, aprovechando la derrota de AC Milán frente al recién ascendido Spezia. La siguiente fecha, en un Derbi con AC Milan por la punta, Inter ratifica su momento con un 3-0, con goles de la dupla Romelu Lukaku y Lautaro Martínez. Seguiría la racha de victorias hasta la fecha 30 incluyendo la victoria frente al Atalanta que se elevarían a 11 victorias consecutivas y se convierte en récord de victorias en el retorno de temporada superando las 10 de AC Milán en 1990.
A pesar de empates consecutivos ante S. S. C. Napoli y Spezia Calcio (1-1), las posteriores victorias ante Hellas Verona (1-0) y Crotone (0-2), fueron en definitiva claves, ya que además de impedir la derrota por décimo-octava ocasión consecutiva, este último resultado, sumado al empate a 1 entre Atalanta y Sassuolo, hizo ya inalcazable al equipo de Bérgamo con 13 puntos de diferencia. Por primera vez en 11 años, a falta de cuatro fechas del cierre de la Serie A, el club se proclamaría campeón, después de 9 de hegemonía por parte la Juventus, El Nerazzurri alcanzaria la 19.º liga Italia en su historia.
Temporada 2021/22 Conte decide marcharse por diferencias con el futuro de la plantilla, Lukaku €115 millones y Hakimi €60 millones serían los jugadores que se marcharian a cambio se contratan a Simone Inzaghi como nuevo entrenador, Al carrilero Denzel Dumfries, Delantero Edin Džeko y el volante Hakan Çalahanoğlu. En el comienzo de Serie A no parece afectado por el cambio de entrenador en las primeras 7 jornadas Inter obtiene 5 victorias y dos empates también se confirma el excelente impacto del fichaje Džeko, La primera derrota frente a Lazio seguida de un empate con Juventus dejaría tercero en la tabla de posiciones detrás de Napoli y AC Milan las siguientes jornadas con 9 victorias y un empate en el Derbi de Milan Inter terminaría como líder y campeón de invierno. Acabaría 2021 con un récord de 104 goles en un año natural en campeonato italiano. En Champions League enfrentaría a Real Madrid, Shajtar igual que en la edición anterior y a Sheriff Tiraspol Inter entraría a octavos de final después de 10 años al quedar segundo de grupo detrás de Real Madrid el sorteo dio como rival a Liverpool de Inglaterra.
Comienzo de 2022 Inter enfrenta el 12 de enero a Juventus en la Supercopa de Italia jugada en el Estadio Giuseppe Meazza con un marcador 2-1 Lautaro Martínez al 25' y Alexis Sánchez al último minuto del tiempo extra 120+1' darían la victoria al Nerazzurri para la sexta Supercopa de Italia; Ya en Liga un empate a Atalanta y una victoria a Venecia en febrero Inter tropezó en el Derbi de Milán, Sassoulo y en casa pierde en octavos de final de Champions League 0-2 contra Liverpool estos resultados lo alejan del liderato. Tras una victoria en Salernitina 5-0 (debuta Robin Gosens nuevo fichaje) en la vuelta de octavos de final en Liverpool Inter gana 0-1 con gol de Lautaro no alcanza para avanzar ala siguiente ronda continuando en Serie A dos empates y la victoria en el Derbi de Italia seguido de tres victorias adelantan a Inter al segundo puesto quitándole a Napoli ese lugar, La oportunidad de tener el liderato es frustrada por la derrota ante Bolonia partido pendiente de la jornada 20 siguientes 3 victorias mantienen vivo el Scudetto entre Inter y Milan hasta la última jornada 38 pese ala victoria a Sampdoria 3-0 Inter queda segundo en tabla de posiciones a dos puntos de AC Milan.
Copa Italia Inter tendría una gran competencia debutaría en octavos de final ganando en prórroga a Empoli 3-2 en cuartos AS Roma 2-0 avanzando por tercera vez consecutiva ala semifinal en esta edición contra AC Milan 3-0 con esta victoria en el Giuseppe Meazza Inter enfrentaría en la final a Juventus defensor del título el 11 de mayo en el Olímpico de Roma «I Nerazzurri» saldría campeón en la prórroga 4-2 con goles de Barella, Çalhanoğlu y doblete de Perišić 11 años después suma la octava Copa de Italia en su palmarés.
En edición 2022-23 de la Liga de Campeones de la UEFA, el Inter se clasificó a la final por sexta vez en su historia se jugaría el 10 de junio de 2023 en el Estadio Olímpico Atatürk, Estambul. finalmente cayó 1-0 frente al Manchester City de Pep Guardiola. En Serie A terminaría tercero en la tabla posiciones, Sería campeón de la séptima Supercopa de Italia ganándole al AC Milan 0-3 con goles de Dimarco, Dzeko y Lautaro Martínez en Arabia Saudita. Repetiría también Copa Italia venciendo en octavos Parma 2-1, cuartos Atalanta 0-1 y semifinal Juventus 2-1 para jugar la final contra Fiorentina terminado 1-2 con doblete de Lautaro Martínez obteniendo el bicampeonato y la novena Copa italiana.

### La segunda estrella 2023-2024
El Inter empezó la temporada con los fichajes de Juan Cuadrado, Yann Sommer, Benjamin Pavard, Marcus Thuram, la vuelta de Alexis Sánchez, y salidas como la del arquero Andre Onana entre otros, el equipo se adueño nuevamente de la Supercopa Italiana la tercera consecutiva, la cual estreno el nuevo formato en calidad de participantes (4 equipos) al campeón y subcampeón del torneo liguero y lo mismo con la competición de copa doméstica, en el primer partido liquidaron a la Lazio en semifinales goleando por 3-0 con goles de Thuram (17') - Çalhanoğlu (50' P) y Frattesi (87') y en la final ganaron 1-0 con un agónico gol del argentino Lautaro Martínez (90' + 1) al conjunto de Napoli que venía en condición de campeón de la Serie A.
A nivel continental el equipo quedó debiendo en cuanto al papel perpetuado en la temporada pasada, ya que fueron eliminados en la Liga de Campeones de la UEFA por el Atlético de Madrid en instancias de octavos de final en una eliminatoria definida desde los tiros penales, luego de haber quedado segundos en la fase de grupos (Grupo D) por encima de equipos como Red bull Salzburgo y Benfica, pero por debajo de la Real Sociedad.
En cuanto al torneo de copa, Inter no pudo retener su título ya que cayeron anticipadamente contra el Bolonia, un equipo al que Inter últimamente no lograba encontrar la manera de dominarlos, lo que significó una eliminación en octavos de final donde Carlos Augusto marcaria el gol que en un momento parecía darles la victoria al minuto 92, pero fueron remontados con dos goles a los minutos 112 y 116.
De igual forma Inter desde el comienzo de la temporada dominó por completo el torneo liguero de forma constante sumado una victoria 5-1 en el Derby de Milan, fue en la sexta fecha donde tuvieron su primera derrota frente a Sassuolo después de esto llevarían una racha sin perder y el 22 de abril de 2024 con 5 fechas de anticipación vencieron 2 a 1 al Milan en un partido que durante los minutos finales se descontrolo en el minuto 90+3 Theo Hernández (Milan) como Dumfries (Inter) vieron la expulsión y 4 minutos después Davide Calabria (Milan) sería expulsado por lo mismo tras golpear en la cara a un defensor, el equipo aseguró el título de Serie A número 20.º Nerazzurri, celebrando frente a sus rivales. terminarían el campeonato con 29 victorias, 7 empates y 2 derrotas (vs Sassuolo), Lautaro Martínez sería Capocannoniere y MVP de la temporada con 24 goles.
Esto aparte de sumar un título liguero más a la vitrina, significó la victoria en la carrera interna que tenían Inter y Milan, ya que ambos poseían 19 ligas, y estaban a un título más de poder bordarse otra estrella según los estatutos de la federación Italia de futbol, al cual se remite que un equipo puede bordar una estrella encima de su escudo por cada 10 ligas conquistadas.
El 21 de mayo de 2024, el fondo de inversión estadounidense Oaktree Capital Management, se hizo con el control del club,  debido a que la financiación de 275 millones de euros cerrada en 2021 a Steven Zhang (la cual correspondía a pagos de deudas del club, originadas producto de la pandemia de COVID-19) había caducado y no efectuó los pagos correspondientes o renegocio la deuda, la cual correspondía a 385 millones de euros (incluyendo los intereses).

### Semifinalista de la Copa Italia, subcampeón de la Serie A y de la Liga de Campeones 2024-25
En la temporada 2024-25 de la Serie A, el Inter de Milán finalizó en la segunda posición con 81 puntos, superado por el Napoli, que se coronó campeón con 82 unidades. La lucha por el título fue reñida hasta la última jornada, donde el Inter venció 2-0 al Como, pero el Napoli aseguró el título tras vencer 2-0 al Cagliari.
Bajo la dirección de Simone Inzaghi, el Inter mantuvo una campaña regular y competitiva, aunque no logró revalidar el título de la temporada anterior.
Además, el equipo alcanzó la final de la Liga de Campeones de la UEFA 2024-25, donde se enfrentó al Paris Saint-Germain, sin embargo en esta final sufrió una de las peores derrotas en el ámbito internacional al ser derrotado 5-0 por los Les Parisiens, en un partido que para los Nerazzurri nunca encontraron el dominio.
Durante esta temporada también se produjo un cambio en la propiedad del club, cuando el fondo de inversión estadounidense Oaktree Capital Management asumió el control del Inter el 21 de mayo de 2024, tras el vencimiento del préstamo otorgado a Suning Holdings Group.

## Símbolos

### Historia y evolución del escudo
Uno de los socios fundadores del Inter, pintor reconocido llamado Giorgio Muggiani, fue quien diseñó el primer escudo del equipo en el año 1908. Este diseño incorporó las siglas "FCIM" (debido a las iniciales del club) en el centro de una serie de círculos que forman el escudo del club. Si bien el Inter ha utilizado diferentes escudos con muy diversos diseños a lo largo de su historia, los elementos básicos del diseño de Muggiani se han mantenido constantes y son los que actualmente utiliza el club.
En 2007, el escudo regresó al diseño que tenía en la época anterior a la temporada 1999-2000, pero se le dio un diseño más moderno a la vez que se sobrepuso una estrella (para simbolizar los diez scudetti) con una combinación de colores más claros. Este diseño se utilizó hasta el final de la 2013-14, cuando el club decidió retirar la estrella del escudo pero sí incluirla en el uniforme.
2021 Inter anuncia el nuevo logo fijándose en los valores históricos diseñando dos elementos : la I de Internazionale y la M de Milán la elección de colores en blanco, negro y azul más intenso. El oro esta previsto para los materiales más icónicos "nuestros colores siguen siendo los de el cielo y la noche del 9 de marzo de 1908".
|                                                         |
| Primer escudo propio con iniciales inscritas (1908-28). |

|                                                                     |
| Se agregan tonos dorados para dar mayor viveza al escudo (1963-79). |

|                                                                     |
| Se incluye denominación, año de fundación y una estrella (1998-08). |

|                                                                     |
| Estilización de las iniciales para mejor circunscripción (2014-21). |

|                           |
| Nuevo diseño (2021-Act.). |

### La Serpiente
Los animales se utilizan a menudo para representar a los clubes de fútbol en Italia, la culebra de collar, llamado Biscione o SERPENTINA (vipera) representa al Inter. La serpiente es un símbolo importante para la ciudad de Milán, ya que aparece con frecuencia en su heráldica como una víbora enrollada con un hombre en sus mandíbulas. El símbolo es famoso por su presencia en el escudo de armas de la casa de Sforza (que gobernó a Milán durante la época del Renacimiento), la ciudad de Milán, el Ducado de Milán (en el siglo XIV, un estado del Sacro Imperio Romano), e Insubria (zona histórica regional dentro de la cual se encuentra la ciudad).
El Biscione fue parte del escudo que utilizó el club entre 1979 y 1988, y también aparecía en el uniforme de visitante que el equipo utilizó para la temporada 2010/11.

## Uniforme

### Origen
Desde su fundación en 1908 el Inter ha utilizado rayas verticales azules y negras en su camiseta. El azul representa el cielo y el negro la noche, esto a raíz de unas líneas escritas el día de la fundación del club, elegidos por Giorgio Muggiani, diseñador y miembro fundador del club. Durante un breve período entre 1928 y 1929, el Inter se ve obligado a fusionarse con la Unione Sportiva Milanese, modificando también su nombre y su camiseta, que pasa a ser blanca con una cruz roja en el pecho, en honor a la bandera de la ciudad de Milán. Desde el campeonato siguiente, vuelve a utilizar las rayas verticales negras y azules.
A partir de la temporada 1966-67 el Inter adopta el uso de la Estrella de Oro al Mérito Deportivo, que utiliza sobre su escudo. La estrella representa la victoria de 10 campeonatos italianos de Serie A.
El uniforme alternativo desde 1910 es tradicionalmente blanco con detalles azules y negros. En la temporada 2007-08 el club celebró su centenario utilizando como segunda camiseta aquella histórica de la Sociedad Ambrosiana, la de la cruz roja sobre fondo blanco.
Para la Copa de la UEFA 1997-98, ganada por el Inter, usó una camiseta con rayas azules y negras horizontales, modelo repetido para la UEFA Champions League 2004-05. Desde 2014 en adelante es costumbre que el equipo presente una tercera camiseta, la cual ha utilizado diversos colores como celestes, amarillos o negros, entre otros.

### Evolución del uniforme

#### Uniforme titular
| 1998-99 | 1999-00 | 2000-01 | 2001-02 | 2002-03 | 2003-04 | 2004-05 | 2005-06 | 2006-07 |  |

| 2007-08 | 2008-09 | 2009-10 | 2010-11 | 2011-12 | 2012-13 | 2013-14 | 2014-15 | 2015-16 |  |

| 2016-17 | 2017-18 | 2018-19 | 2019-20 | 2020-21 | 2021-22 | 2022-23 | 2023-24 | 2024-25 |  |

| 2025-26 |

#### Uniforme suplente
| 1998-99 | 1999-00 | 2000-01 | 2001-02 | 2002-03 | 2003-04 | 2004-05 | 2005-06 | 2006-07 |  |

| 2007-08 | 2008-09 | 2009-10 | 2010-11 | 2011-12 | 2012-13 | 2013-14 | 2014-15 | 2015-16 |  |

| 2016-17 | 2017-18 | 2018-19 | 2019-20 | 2020-21 | 2021-22 | 2022-23 | 2023-24 | 2024-25 |  |

| 2025-26 |

#### Uniforme alternativo
| 1998-99 | 1999-00 | 2000-01 | 2001-02 | 2002-03 | 2004-05 | 2014-15 | 2015-16 | 2016-17 |  |

| 2017-18 | 2018-19 | 2019-20 | 2020-21 |  | 2021-22 |  | 2022-23 |  | 2023-24 |  | 2024-25 |

### Patrocinio
| Período   | Proveedor      | Patrocinador Principal | Patrocinador Secundario |
| --------- | -------------- | ---------------------- | ----------------------- |
| 1979–1981 | Puma           | Sin Sponsor            | Sin Sponsor             |
| 1981–1982 | Puma           | Inno-Hit               | Sin Sponsor             |
| 1982–1986 | MEC            | Misura                 | Sin Sponsor             |
| 1986–1988 | Le Coq Sportif | Misura                 | Sin Sponsor             |
| 1988–1991 | Uhlsport       | Misura                 | Sin Sponsor             |
| 1991–1992 | Umbro          | FitGar                 | Sin Sponsor             |
| 1992–1995 | Umbro          | Fiorucci               | Sin Sponsor             |
| 1995–1998 | Umbro          | Pirelli                | Sin Sponsor             |
| 1998–2021 | Nike           | Pirelli                | Driver                  |
| 2021–2022 | Nike           | Socios                 |                         |
| 2022–2023 | Nike           | DigitalBits            | Lenovo                  |
| 2023–24   | Nike           | Paramount+             |                         |
| 2024–     | Nike           | Betsson                |                         |

## Estadio
El Stadio Giuseppe Meazza, también conocido como Stadio Calcistico San Siro, fue fundado el 19 de septiembre de 1926 en via Piccolomini, 5 (20151 distrito del barrio de San Siro en Milán), habiéndose iniciado su construcción en 1925 y por iniciativa del entonces presidente de la Associazione Calcio Milan, Pietro Pirelli. La propiedad del mismo era del club milanista hasta que en 1935 transfirió la propiedad al gobierno municipal y en 1947 el club interista pasó a disputar sus encuentros en el recinto, compartiendo ambos localía.
La estructura corrió por cuenta del ingeniero Alberto Cugini y del arquitecto Ulisse Stacchini. El estadio estaba compuesto por cuatro tribunas rectilíneas y podía albergar a 35 000 espectadores.
El partido inaugural fue disputado entre ambos conjuntos, con victoria 3-6 para i nerazurri. En el citado año 1935 se realizó además su primera modificación al ampliar la capacidad de aforo a 55 000 espectadores. La segunda ampliación (a manos del ingeniero Ferruccio Calzolari y del arquitecto Armando Ronca) se produjo en 1955 con una transformación drástica. La capacidad total alcanzaba los 100 000 espectadores, pero se limitó a casi 86 000 por cuestiones de seguridad. La última gran modificación se concretó para la Copa Mundial de 1990.
En la actualidad, el estadio cuenta con una capacidad de 85 700 espectadores y dimensiones de 105x68 metros, siendo el estadio más grande de Italia, el tercero en Europa y el décimo a nivel Mundial. Es además, considerado por la UEFA, como uno de los estadios de máxima categoría. El recinto es de propiedad municipal y se renombró en honor a Giuseppe Meazza, jugador italiano que militó en ambas escuadras.

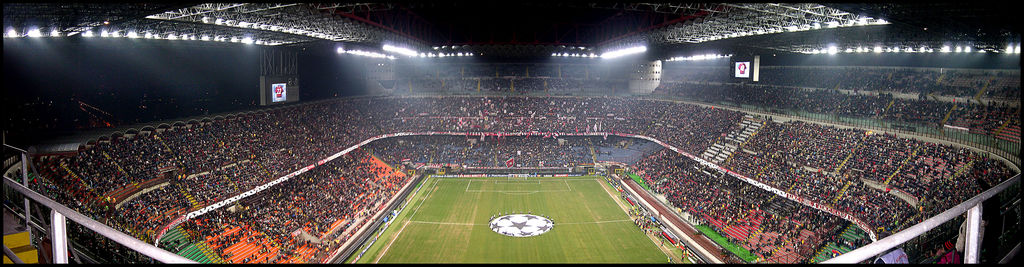
Vista panorámica del Stadio Giuseppe Meazza durante un encuentro de la Liga de Campeones.

## Datos del club
Para los detalles estadísticos del club véase Estadísticas del Football Club Internazionale

### Denominaciones
Durante su historia, la entidad ha visto cómo su denominación variaba por diversas circunstancias hasta la actual de Football Club Internazionale Milano, vigente desde 1967. El club se fundó con el nombre de Football Club Internazionale hasta que se modificó en 1928 por orden del régimen, y volver a ella en 1945, siendo la más reconocible en la historia del club y aficionados, estando el calificativo de "Milano" en desuso.
A continuación se listan las distintas denominaciones de las que ha dispuesto el club durante su historia:
- Football Club Internazionale: (1908-28) Regularización del club.
- Società Sportiva Ambrosiana: (1928-32) Fusión con la Unione Sportiva Milanese y con instauración del fascismo se produce una italianización de los anglicismos.
- Società Sportiva Ambrosiana-Inter: (1932-45) Tras presión de parte de la directiva, la Federación acepta la inclusión de una referencia a su antiguo nombre.
- Football Club Internazionale: (1945-67) Es restaurado su nombre original.
- Football Club Internazionale Milano: (1967-Act.) Se agrega a su denominación el nombre de la ciudad para hacerlo más reconocible.

### Estadísticas más relevantes

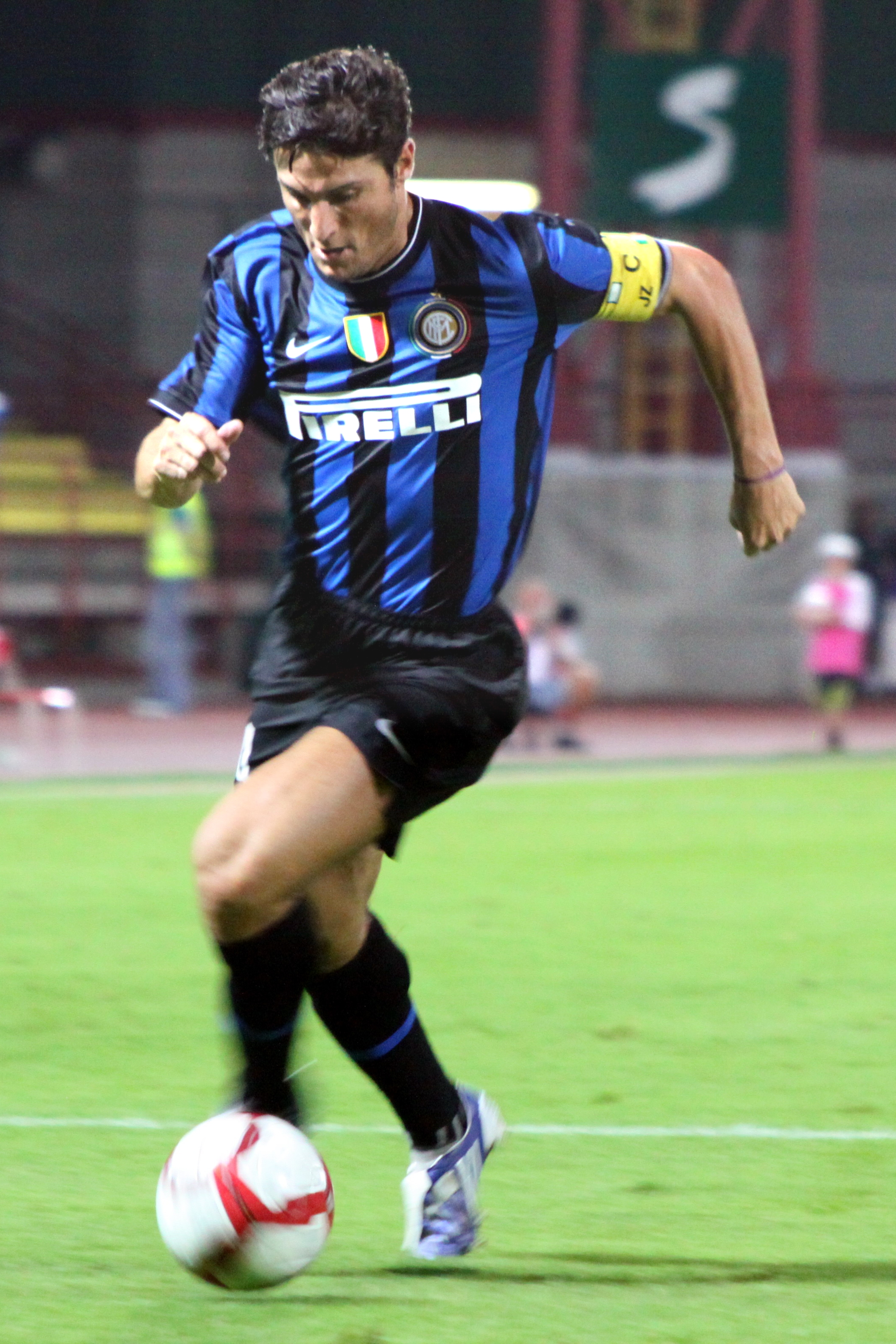
Javier Zanetti, es el jugador con más partidos disputados del club. El número 4 fue retirado en honor a la leyenda del Inter.

El argentino Javier Zanetti, jugador del club desde la temporada 1995-96 hasta la temporada 2013-14, posee el récord de ser el jugador con más partidos disputados (oficiales y de Serie A), disputando 845 juegos oficiales y 603 en la liga italiana (al 28 de abril de 2013).
El delantero italiano Giuseppe Meazza es el máximo goleador de la historia del Inter (y tercer máximo anotador de la Serie A), convirtiendo 284 goles por el club en 408 encuentros. Meazza es seguido en el segundo lugar por Alessandro Altobelli con 209 goles en 466 partidos, y Roberto Boninsegna en el tercer lugar, quien anotó 171 goles en 281 juegos disputados.
El difunto entrenador argentino Helenio Herrera posee el récord de ser el entrenador que más tiempo dirigió al Inter, con nueve años (ocho consecutivos) a cargo del club lombardo (desde la temporada 1960-61 hasta la de 1967-68, y en la temporada 1973-74), y el de ser el más exitoso en la historia del Inter, conquistando tres scudettos, dos Copas de Europa y dos Intercontinentales con el club. Y el portugués José Mourinho, nombrado entrenador del Inter el 2 de junio de 2008 (tras dejar al Chelsea FC), terminó su primera temporada con el club ganando la Serie A y la Supercopa Italiana, y en su segunda temporada, consiguió el primer "triplete" de la historia del fútbol italiano, tras consagrarse campeón de la Serie A, Coppa Italia y UEFA Champions League en la temporada 2009-10 con el Inter, convirtiéndose así en el segundo entrenador más exitoso del club.
| Jugador            | N.º | Temporadas  |
| ------------------ | --- | ----------- |
| Giacinto Facchetti | 3   | (1960-1978) |
| Javier Zanetti     | 4   | (1995-2014) |

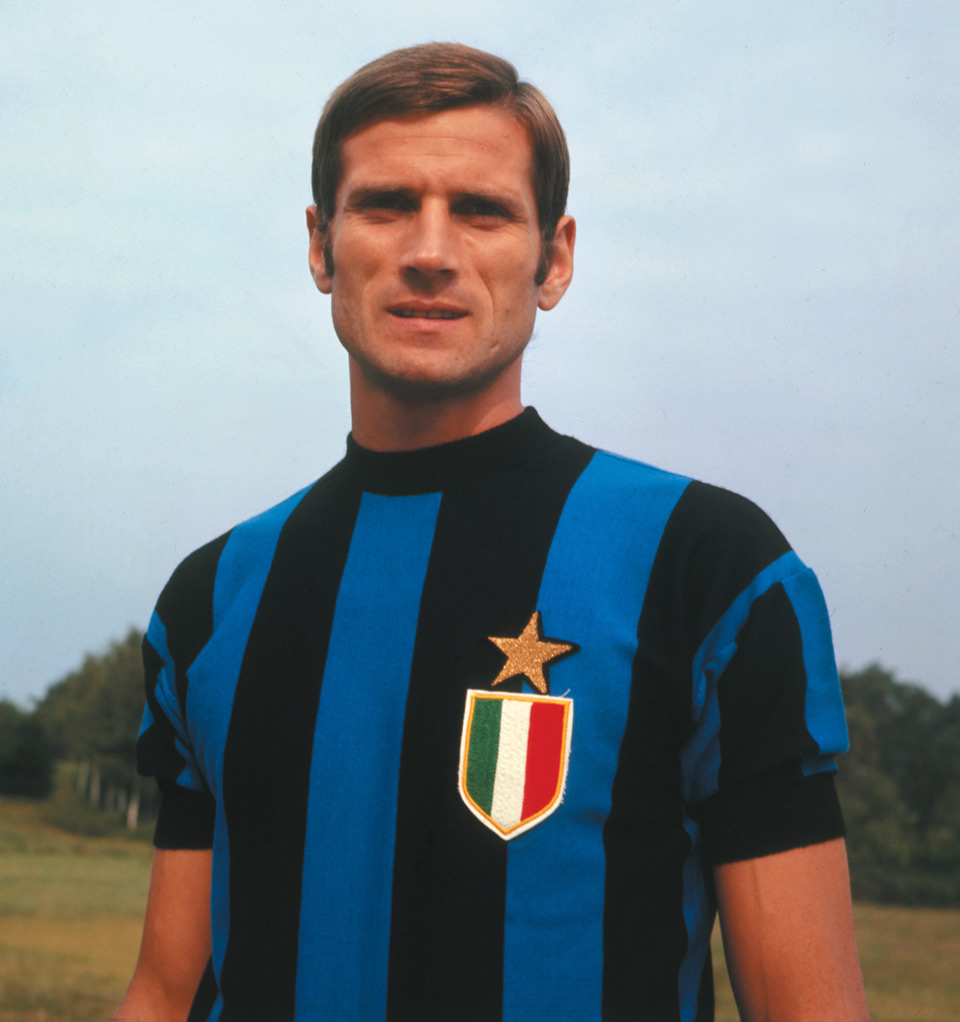
Leyenda Nerazurri Giacinto Facchetti el número 3 fue retirado del Inter en honor a su trayectoria.

- Temporadas en Serie A: 89 (todas; 1929-30 — Presente).
- Mejor puesto en la liga: 1.º (19 veces).
- Peor puesto en la liga: 13.º (1993-94).
- Puesto histórico: 2.º
- Primer partido:
  - De campeonatos nacionales:A. C. Milan 3-2 Inter (el 10 de enero de 1909).[87]
  - De Coppa Italia: Ambrosiana Inter 4-0 Brescia (el 25 de diciembre de 1935).[87]
  - De torneos internacionales: Inter 0-0 Birmingham City (en la Copa de Ferias, el 15 de mayo de 1956).[87]
- Mayor goleada conseguida:
  - En campeonatos nacionales: Inter 16-0 Vicenza (Campeonato Italiano 1914-15).
  - En torneos internacionales: Inter 6-0 Dinamo Bucarest (Copa de Europa 1964-65).
- Mayor goleada encajada:
  - En campeonatos nacionales: Juventus 9-1 Inter (Serie A 1960-61) el club jugó con el equipo de juveniles como protesta a la liga.
  - En torneos internacionales: Inter 1-5 Arsenal F. C. (UEFA Champions League 2003-04).
- Más partidos oficiales disputados: Javier Zanetti (con 851 partidos oficiales).
- Más partidos disputados en Serie A: Javier Zanetti (con 615 partidos en Serie A).
- Máximo goleador en partidos oficiales: Giuseppe Meazza (con 284 goles oficiales).
- Máximo goleador en partidos de Serie A: Giuseppe Meazza (con 197 goles en Serie A).
- Compra más cara: Romelu Lukaku, desde el Manchester United por 75 000 000 de euros (en la temporada 2019-20).[88]
- Venta más cara: Romelu Lukaku, al Chelsea Football Club por 115 000 000 de euros (en la temporada 2020-2021).[89]

## Palmarés

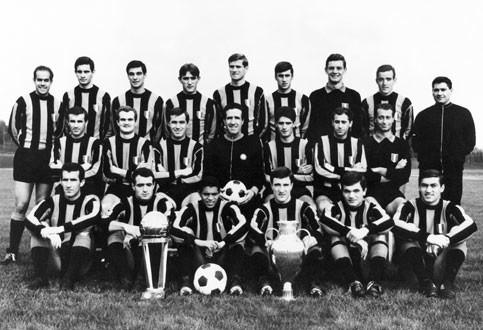
El equipo junto a la Copa de Europa y la Intercontinental, obtenidas en 1965.

El Inter en más de un siglo de historia ha conseguido posicionarse como uno de los clubes más exitosos a nivel local e internacional. A nivel local, el equipo ha sido campeón en treinta y siete ocasiones, proclamándose ganador de veinte títulos de Serie A, nueve de Coppa Italia y ocho Supercopas de Italia, mientras que a nivel internacional y mundial ha ganado nueve títulos: tres Copa de Europa / Liga de Campeones de la UEFA, tres Copas de la UEFA, dos Copas intercontinentales y una Copa Mundial de Clubes de la FIFA, sumando un total de 44 campeonatos oficiales, siendo el tercer club de Italia con más títulos en su palmarés.
Desde el año 1966 el club es portador de una estrella dorada en su escudo, debido a que ese año se proclamó campeón de la Serie A por décima vez y partir de 2025 agregara una segunda por ganarla por vigésima ocasión. También cabe destacar que es el primer y único equipo italiano que ha ganado el triplete, esto en el año 2010, mismo año en el que se convirtió en el sexto ganador del quintuplete —y siendo uno de los cuatro que lo logró junto con un triplete— al ganar liga, copa, supercopa, Champions y Mundial de Clubes de la FIFA.
Además, fue considerado como el mejor club del mundo por la Federación Internacional de Historia y Estadística de Fútbol (IFFHS) en los años 1998 y 2010.
Nota: en negrita competiciones vigentes en la actualidad. Indicado el récord del torneo  y el compartido 

### Torneos nacionales
| Competiciones nacionales           | Títulos | Subcampeonatos |
| ---------------------------------- | --- | --- |
| Primera División de Italia (20/17) | 1909-10, 1919-20, 1929-30, 1937-38, 1939-40, 1952-53, 1953-54, 1962-63, 1964-65, 1965-66, 1970-71, 1979-80, 1988-89, 2005-06, 2006-07, 2007-08, 2008-09, 2009-10, 2020-21, 2023-24. | 1932-33, 1933-34, 1934-35, 1940-41, 1948-49, 1950-51, 1961-62, 1963-64, 1966-67, 1969-70, 1992-93, 1997-98, 2002-03, 2010-11, 2019-20, 2021-22, 2024-25. |
| Copa de Italia (9/6)               | 1938-39, 1977-78, 1981-82, 2004-05, 2005-06, 2009-10, 2010-11, 2021-22, 2022-23. | 1958-59, 1964-65, 1976-77, 1999-00, 2006-07, 2007-08. |
| Supercopa de Italia (8/5)          | 1989, 2005, 2006, 2008, 2010, 2021, 2022, 2023. | 2000, 2007, 2009, 2011, 2024. |

### Torneos internacionales
| Competiciones internacionales                   | Títulos                    | Subcampeonatos                      |
| ----------------------------------------------- | -------------------------- | ----------------------------------- |
| Copa Mundial de Clubes (1/0)                    | 2010.                      |                                     |
| Copa Intercontinental (2/0)                     | 1964, 1965.                |                                     |
| Liga de Campeones (3/4)                         | 1963-64, 1964-65, 2009-10. | 1966-67, 1971-72, 2022-23, 2024-25. |
| Liga Europa (3/2)                               | 1990-91, 1993-94, 1997-98. | 1996-97, 2019-20.                   |
| Supercopa de Campeones Intercontinentales (0/1) |                            | 1968.                               |
| Supercopa de Europa (0/1)                       |                            | 2010.                               |

### Otros torneos internacionales
| Competiciones internacionales | Títulos | Subcampeonatos |
| ----------------------------- | ------- | -------------- |
| Copa Mitropa (0/1)            |         | 1933.          |

### Reconocimientos internacionales
| Distinción             | Año         |             |
| ---------------------- | ----------- | ----------- |
| Club del año IFFHS (2) | 1998, 2010. | 1998, 2010. |

### Trayectoria
|  | Para más detalles, consultar Trayectoria del Football Club Internazionale Milano |

Es el club que ha disputado siempre la Serie A —máxima competición de clubes en Italia— desde su fundación en la temporada 1929-30 sumando un total de ochenta y nueve apariciones, y es el único club del país que nunca ha perdido la categoría, sumando un total de 106 campeonatos desde que disputase el primero en la temporada 1909. Ocupa el segundo puesto en la clasificación entre los sesenta y siete participantes históricos además de ser el segundo más laureado con diecisiete títulos. Su peor actuación se registró en la temporada 1921-22 cuando finalizó en último puesto de su grupo y tuvo que disputar una eliminatoria para mantener la categoría.
En cuanto al panorama internacional, el club fue el cuarto club italiano en participar en la Copa de Europa —actual Liga de Campeones (en. Champions League) y más prestigiosa competición de clubes en Europa—, en su novena edición, la cual venció y con ello igualó la mejor actuación de un equipo debutante del Real Madrid C. F. en la primera edición del torneo. La ha disputado desde entonces un total de veintidós temporadas con ausencia en cuarenta y cuatro ediciones; es, por tanto, el vigesimosexto club con más presencias. En ellas sumó un total de tres títulos que le sitúan como el decimocuarto mejor equipo de la competición entre sus 526 participantes históricos.
En el resto de competiciones internacionales suma treinta y cuatro apariciones. Entre ellas destacan veintiocho en la Copa UEFA / Liga Europa y dos en la extinta Recopa de Europa.
Nota: En negrita competiciones activas. Se incluyen partidos de competiciones predecesoras.
| Competición                                   | Temp. | PJ   | PG   | PE   | PP   | GF   | GC   | Dif.  | Mejor posición   |
| --------------------------------------------- | ----- | ---- | ---- | ---- | ---- | ---- | ---- | ----- | ---------------- |
| Campeonato de Liga de Primera División        | 105   | 3379 | 1692 | 893  | 794  | 6010 | 3677 | +2323 | Campeón          |
| Copa Italia                                   | 74    | 385  | 212  | 86   | 87   | 645  | 383  | +262  | Campeón          |
| Supercopa de Italia                           | 10    | 10   | 5    | 1    | 4    | 19   | 16   | +3    | Campeón          |
|                                               |       |      |      |      |      |      |      |       |                  |
| Copa de Europa / Liga de Campeones de la UEFA | 22    | 184  | 87   | 50   | 47   | 262  | 186  | +76   | Campeón          |
| Copa de la UEFA / Liga Europa de la UEFA      | 28    | 191  | 96   | 44   | 51   | 297  | 173  | +124  | Campeón          |
| Copa Intercontinental                         | 2     | 5    | 3    | 1    | 1    | 6    | 1    | +5    | Campeón          |
| Mundial de Clubes                             | 1     | 2    | 2    | 0    | 0    | 6    | 0    | +6    | Campeón          |
| Supercopa de la UEFA                          | 1     | 1    | 0    | 0    | 1    | 0    | 2    | -2    | Subcampeón       |
| Recopa de Europa de la UEFA                   | 2     | 12   | 6    | 2    | 4    | 22   | 9    | +13   | Cuartos de final |
| Copa de Ciudades en Feria                     | 6     | 33   | 16   | 5    | 12   | 69   | 41   | +28   | Semifinales      |
| Copa de la Europa Central                     | 7     | 28   | 11   | 5    | 12   | 65   | 69   | -4    | Subcampeón       |
| Supercopa de Campeones Intercontinentales     | 1     | 1    | 0    | 0    | 1    | 0    | 1    | -1    | Subcampeón       |
| Total                                         |       | 4231 | 2130 | 1087 | 1014 | 7401 | 4558 | +2843 | 43 títulos       |

## Organigrama deportivo
Para un completo detalle de la temporada en curso, véase Anexo:Temporada 2022-23 del Inter de Milán

### Jugadores
| Máximos goleadores | Máximos goleadores   | Máximos goleadores | Más partidos disputados | Más partidos disputados | Más partidos disputados | Más temporadas disputadas | Más temporadas disputadas     | Más temporadas disputadas |
| ------------------ | -------------------- | ------------------ | ----------------------- | ----------------------- | ----------------------- | ------------------------- | ----------------------------- | ------------------------- |
| 1.                 | Giuseppe Meazza      | 284 goles          | 1.                      | Javier Zanetti          | 858 partidos            | 1.                        | Giuseppe Bergomi              | 20 años                   |
| 2.                 | Alessandro Altobelli | 209 goles          | 2.                      | Giuseppe Bergomi        | 756 partidos            | 2.                        | Javier Zanetti                | 19 años                   |
| 3.                 | Roberto Boninsegna   | 171 goles          | 3.                      | Giacinto Facchetti      | 634 partidos            | 3.                        | Giacinto Facchetti            | 18 años                   |
| 4.                 | Sandro Mazzola       | 160 goles          | 4.                      | Sandro Mazzola          | 565 partidos            | 4.                        | Sandro Mazzola                | 17 años                   |
| 5.                 | Luigi Cevenini       | 158 goles          | 5.                      | Giuseppe Baresi         | 559 partidos            | 5.                        | Giuseppe Baresi / Mario Corso | 16 años                   |

Nota: En negrita los jugadores activos en el club. Temporadas contabilizadas con ficha del primer equipo.

### Parcela técnica
En los inicios del fútbol italiano era el capitán del equipo quien tomaba el rol de entrenador, esto por ser el más representativo y por ser el con mayor liderazgo en todo club. En 1909, a un año de la creación del club, el mediocampista y capitán Virgilio Fossati se convirtió en el primer entrenador del club, y ejerció ambos roles hasta el final de la temporada 1914/15, que fue la última antes del parón de cuatro años a causa de la Primera Guerra Mundial. Recién durante la década de 1920 fue cuando la figura del entrenador se afirmó como la del instructor de los planteamientos tácticos en el juego.
Desde su creación el 9 de marzo de 1908, un total de sesenta directores técnicos han pasado por el banquillo nerazzurro –quince de los cuales fueron entrenadores en más de un período, entre los cuales cabe destacar al húngaro Árpád Weisz, al italiano Giuseppe Meazza y al español Luis Suárez, ya que cada uno dirigió al equipo en tres ocasiones distintas.
Helenio Herrera y Roberto Mancini son los entrenadores más ganadores en la historia del club lombardo, con siete títulos ganados por cada uno: el Inter de Herrera, conocido como Il Grande Inter, a nivel nacional se proclamó campeón de tres Serie A (dos de manera consecutiva), y a nivel internacional de dos Copas de Europa y dos Copas Intercontinentales, ambas de manera consecutiva.
Mientras que el Inter de Mancini únicamente ganó títulos a nivel nacional (tres scudettos, dos Coppa Italia y dos Supercopas italianas), todos de manera consecutiva en la primera etapa de Mancio en el equipo.
También cabe destacar el trabajo realizado por el portugués José Mourinho, quien en dos años como entrenador del Inter consiguió el único triplete en la historia del fútbol italiano, al ganar en la temporada 2009-10 la Serie A, la Coppa Italia y la Liga de Campeones, además de un scudetto y una Supercoppa en 2009.
A lo largo de la historia, un total de catorce exfutbolistas nerazzurros dirigieron al Inter, los cuales son (en orden cronológico): Virgilio Fossati, Árpád Weisz, Armando Castellazzi, Giuseppe Peruchetti, Armando Castellazzi, Giuseppe Meazza, Aldo Campatelli, Annibale Frossi, Luigi Ferrero, Enea Masiero, Luis Suárez, Mario Corso, Giampiero Marini, Marco Tardelli y Corrado Verdelli.
| Período   | Entrenador          |
| --------- | ------------------- |
| 1909–1915 | Virgilio Fossati    |
| 1919–1920 | Nino Resegotti      |
| 1922–1924 | Bob Spotishwood     |
| 1924–1926 | Paolo Schiedler     |
| 1926–1928 | Árpád Weisz         |
| 1928–1929 | József Viola        |
| 1929–1931 | Árpád Weisz         |
| 1931–1932 | István Tóth         |
| 1932–1934 | Árpád Weisz         |
| 1934–1936 | Gyula Feldmann      |
| 1936      | Albino Carraro      |
| 1936–1938 | Armando Castellazzi |
| 1938–1940 | Tony Cargnelli      |
| 1940      | Giuseppe Peruchetti |
| 1941      | Italo Zamberletti   |
| 1941–1942 | Ivo Fiorentini      |
| 1942–1945 | Giovanni Ferrari    |
| 1945–1946 | Carlo Carcano       |
| 1946      | Nino Nutrizio       |
| 1947–1948 | Giuseppe Meazza     |
| 1948      | Carlo Carcano       |
| 1948      | Dai Astley          |
| 1949–1950 | Giulio Cappelli     |
| 1950–1952 | Aldo Olivieri       |
| 1952–1955 | Alfredo Foni        |
| 1955      | Aldo Campatelli     |
| 1955–1956 | Giuseppe Meazza     |
| 1956      | Annibale Frossi     |

| Período   | Entrenador          |
| --------- | ------------------- |
| 1957      | Luigi Ferrero       |
| 1957      | Giuseppe Meazza     |
| 1957–1958 | Jesse Carver        |
| 1958      | Giuseppe Bigogno    |
| 1959–1960 | Aldo Campatelli     |
| 1960      | Camillo Achilli     |
| 1960      | Giulio Cappelli     |
| 1960–1968 | Helenio Herrera     |
| 1968–1969 | Alfredo Foni        |
| 1969–1971 | Heriberto Herrera   |
| 1971–1973 | Giovanni Invernizzi |
| 1973      | Enea Masiero        |
| 1973      | Helenio Herrera     |
| 1974      | Enea Masiero        |
| 1974–1975 | Luis Suárez         |
| 1976–1977 | Giuseppe Chiappella |
| 1977–1982 | Eugenio Bersellini  |
| 1982–1983 | Rino Marchesi       |
| 1983–1984 | Luigi Radice        |
| 1984–1986 | Ilario Castagner    |
| 1986      | Mario Corso         |
| 1986–1991 | Giovanni Trapattoni |
| 1991      | Corrado Orrico      |
| 1992      | Luis Suárez         |
| 1992–1994 | Osvaldo Bagnoli     |
| 1994      | Giampiero Marini    |
| 1994–1995 | Ottavio Bianchi     |
| 1995      | Luis Suárez         |

| Período   | Entrenador           |
| --------- | -------------------- |
| 1995–1997 | Roy Hodgson          |
| 1997      | Luciano Castellini   |
| 1997–1998 | Luigi Simoni         |
| 1998–1999 | Mircea Lucescu       |
| 1999      | Luciano Castellini   |
| 1999      | Roy Hodgson          |
| 1999–2000 | Marcello Lippi       |
| 2000–2001 | Marco Tardelli       |
| 2001–2003 | Héctor Cúper         |
| 2003      | Corrado Verdelli     |
| 2003–2004 | Alberto Zaccheroni   |
| 2004–2008 | Roberto Mancini      |
| 2008–2010 | José Mourinho        |
| 2010      | Rafael Benítez       |
| 2010–2011 | Leonardo             |
| 2011      | Gian Piero Gasperini |
| 2011-2012 | Claudio Ranieri      |
| 2012–2013 | Andrea Stramaccioni  |
| 2013–2014 | Walter Mazzarri      |
| 2014–2016 | Roberto Mancini      |
| 2016      | Frank De Boer        |
| 2016-2017 | Stefano Pioli        |
| 2017      | Stefano Vecchi       |
| 2017-2019 | Luciano Spalletti    |
| 2019-2021 | Antonio Conte        |
| 2021-2025 | Simone Inzaghi       |
| 2025-     | Cristian Chivu       |

### Presidencia y Junta directiva
Desde 2024 el accionista mayoritario de la compañía es Oaktree Capital Management, fondo de inversión estadounidense que posee el 99,6% de las acciones. La participación accionaria se completa con el 0,40% perteneciente a FC Internazionale SpA.
| Período   | Presidente                   |
| --------- | ---------------------------- |
| 1908      | Giovanni Paramithiotti       |
| 1909      | Ettore Strauss               |
| 1910–1912 | Carlo De Medici              |
| 1912–1914 | Emilio Hirzel                |
| 1914      | Luigi Ansbacher              |
| 1914–1919 | Giuseppe Visconti Di Modrone |
| 1919–1920 | Francesco Mauro              |
| 1920–1923 | Enrico Olivetti              |
| 1923–1928 | Senatore Borletti            |
| 1928–1929 | Ernesto Torrusio             |
| 1929–1931 | Oreste Simonotti             |

| Período     | Presidente         |
| ----------- | ------------------ |
| 1931–1942   | Ferdinando Pozzani |
| 1942–1955   | Carlo Masseroni    |
| 1955–1968   | Angelo Moratti     |
| 1968–1984   | Ivanoe Fraizzoli   |
| 1984–1995   | Ernesto Pellegrini |
| 1995–2004   | Massimo Moratti    |
| 2004–2006   | Giacinto Facchetti |
| 2006–2013   | Massimo Moratti    |
| 2013–2018   | Erick Thohir       |
| 2018 - 2024 | Steven Zhang       |
| 2024 -      | Giuseppe Marotta   |

## Rivalidades

### Derbi de Milán
Inter y Milan han disputado encuentros desde el 18 de octubre de 1908. El primer derbi, amistoso, se jugó en Chiasso, Suiza.
El 29 de junio de 1969, después de más de 60 años, se volvió a repetir el hecho de jugar el derbi de Milán en el extranjero; aquel encuentro, también amistoso, se disputó en el Yankee Stadium de Nueva York, en el ámbito del "Torneo Ciudad de Nueva York".
La historia del derbi evidencia que el Milan dominó al Inter hasta 1929. Por el contrario, en su periodo de oro, el Inter tuvo un gran predominio sobre su histórico rival durante casi 10 años.
En 32 de los 64 campeonatos desde que la Serie A está compuesta de un solo grupo, el Inter ha estado siempre por delante de los rossoneri en la clasificación, sin tener en cuenta las temporadas en las que el Milan bajó a Serie B (1980-81 y 1982-83).

### El Derbi de Italia
Inter y Juventus han disputado un total de 216 encuentros oficiales. El primer encuentro entre ambos clubes se disputó en 1909 y el uso del término derbi para este compromiso fue acuñado en 1967 por el periodista italiano Gianni Brera. Ambos son dos de los clubes con mayor palmarés en Italia, tanto a nivel nacional como internacional, además de atraer la simpatía de un gran número de aficionados.
Sus duelos son quizá el clásico del fútbol italiano más intenso disputado entre dos equipos de diferentes ciudades.[cita requerida]  El partido poseía hasta 2006 el atractivo de enfrentar a las dos únicos clubes que nunca habían sido relegados de la Serie A (antes del escándalo de «Calciopoli» en el que Juventus fue sentenciado al descenso).
A la fecha de 2020 no se han enfrentado en competiciones europeas, perteneciendo todos sus encuentros a las competiciones nacionales.

## Área social

### Hinchada
La Curva Nord Milano es el sector del Giuseppe Meazza donde se ubica la principal barra brava del Inter de Milan. Es reconocida como una de las agrupaciones ultras más importantes e influyentes de Europa, destacándose por su fidelidad, sus coreografías y el ambiente que genera en cada partido.
El grupo más representativo es Boys San 1969, fundado el 26 de enero de 1969. A lo largo de los años, se le han sumado otros colectivos como Viking, Irriducibili, Brianza Alcoolica y Squilibrati Milano, los cuales se agruparon en 2007 bajo el nombre Direttivo Curva Nord Milano 1969.
La Curva Nord ha sido protagonista en los grandes logros del club, como en la Champions League 2009-10, donde su aliento fue considerado clave en instancias decisivas. La canción C’è solo l’Inter es uno de los himnos más representativos de esta hinchada.
La barra mantiene una histórica hermandad con los ultras de la Lazio y con los Yomus del Valencia CF. Su rivalidad más encarnizada es con la Curva Sud Milano del AC Milan, con quien disputa el Derby della Madonnina.
En 2024, la hinchada fue noticia internacional tras investigaciones que revelaron vínculos entre algunos de sus miembros y la mafia calabresa, lo que derivó en arrestos y sanciones a varios individuos y repercusiones para el club.
A pesar de estas polémicas, la Curva Nord sigue siendo un símbolo de pasión e identidad del Inter, reconocida internacionalmente y con gran protagonismo en la vida social y deportiva del club.